# Fotógrafos de la guerra civil estadounidense

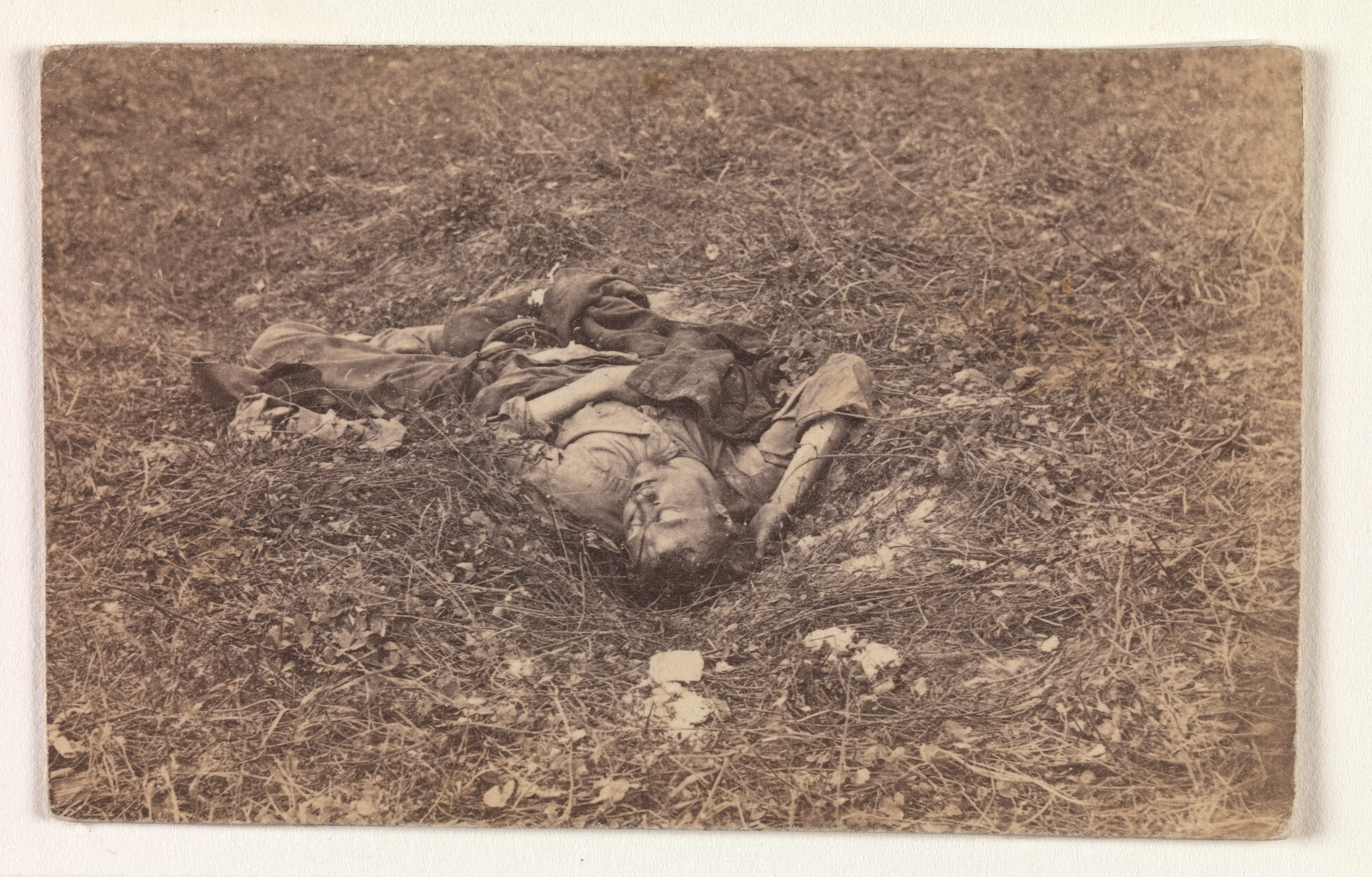
Un soldado confederado caído sobre el campo de la batalla de Antietam, en una fotografía de Alexander Gardner.

Los fotógrafos de la Guerra de Secesión fueron numerosos y muy activos en ambos lados del campo de batalla; la guerra de Secesión fue el primer conflicto del siglo XIX ampliamente cubierto por los medios de comunicación y por medio de reporteros informativos, uno de los primeros casos de periodismo de guerra real, que se acercaron a los principales enfrentamientos y a través de sus especialistas en la caza de imágenes.
Luego hubo un gran grupo de fotógrafos, también de otras nacionalidades, que trabajaron con total o menos autonomía con la intención explícita de documentar las tragedias de lo que pronto resultó ser una guerra periodística luchada con las armas de propaganda. Las imágenes así recopiladas habían proporcionado a la posteridad un registro visual completo del evento catastrófico que causó más de medio millón de muertes, pero también de sus figuras más altas, desde generales prominentes hasta soldados rasos, contribuyendo a crear una fuerte impresión de asociación, sobre la población civil. Una cosa que generalmente no es conocida por el público en general es el hecho de que aproximadamente el 70% de la fotografía documental de la guerra fue capturada por las lentes gemelas de una cámara estereoscópica.
La guerra civil americana fue la primera guerra en la historia, cuya realidad íntima se traería al hogar, no únicamente en las representaciones de periódicos, tarjetas de álbumes y tarjetas de visita, sino en un nuevo formato popular en 3D llamado «estereógrafo», «estereocardio» o «stereoview». Millones de estas tarjetas fueron producidas y compradas por un público ansioso por experimentar la naturaleza de la guerra de una manera completamente nueva.

## Contexto histórico
La guerra de Secesión (1861 - 1865) fue el quinto conflicto en la historia, en orden de tiempo, en fotografiarse.
1. la guerra México-Estados Unidos (1846-1848) ocurrió durante la presidencia de James Knox Polk,
2. la guerra de Crimea (1854 - 1856) que también participó un contingente enviado por el Reino de Cerdeña y que se vio por primera vez el trabajo de las enfermeras de Florence Nightingale,
3. la rebelión de la India de 1857 estallaron en el Raj británico contra el colonialismo del Imperio británico,
4. finalmente la Segunda Guerra de la Independencia Italiana de 1859 contra el Imperio austríaco.

## Fotógrafos del norte

### Mathew B. Brady

Mathew B. Brady, una toma realizada poco después de la primera batalla de Bull Run, se le proporcionó una espada para su defensa personal que le entregó un soldado del 11º Regimiento de Infantería de Nueva York.

Mathew B. Brady (18 de mayo de 1822 - 15 de enero de 1896), hijo de inmigrantes irlandeses , nació en el condado de Warren de Nueva York. Brady gastó toda su fortuna para acumular fotos de la guerra. A principios de la década de 1840, Brady era un fabricante de «estuches enjoyados» para daguerrotipos en la ciudad de Nueva York. En 1844, había abierto su propia galería de fotografía en el 205 Broadway, la New York City Daguerreian Miniature Gallery, habiendo recibido con Edward Anthony en 1840 la instrucción del profesor Samuel Morse por una tarifa de 50 $. Todavía a sus 20 años, el siguiente objetivo de Brady fue establecer en su galería un «salón de la fama», una galería de ilustres estadounidenses. «Desde el principio, consideré como una obligación para con mi país de preservar los rostros de sus hombres y madres históricos». Brady regresó a Nueva York en mayo de 1852 después de una larga ausencia en Europa. Mientras estuvo allí, buscó tratamientos para los efectos nocivos de la acumulación de mercurio, un hecho común entre los daguerronianos. En 1856, al ver el enorme potencial de las impresiones re-producibles y ampliadas en los periódicos ilustrados, Brady contrató al fotógrafo y hombre de negocios, Alexander Gardner, quien lo instruyó en el nuevo arte de la fotografía con colodión húmedo.
La fama inigualable de Mathew Brady se deriva de su astuta capacidad de autopromoción y de una fuerte determinación de triunfar como el fotógrafo más destacado de su época. También llegaría a ser conocido como el fotógrafo más prominente de la guerra civil americana. Desde el principio, Brady decidió acumular tantas vistas de guerra como fuera posible, con el entendimiento de que en un futuro no muy lejano sería posible un medio foto-mecánico de reproducción. Con este propósito en la mente, Brady compró, intercambió, tomó prestado, adquirió y copió impresiones y negativos. Las vistas dobles, también las compró. A la luz de la gran práctica adquirida, no es sorprendente, por lo tanto, que una gran cantidad de escenas de guerra que en realidad no eran obras suyas se asociaron casi exclusivamente con su nombre. Casi todas las imágenes de los sitios de batalla parecían ser una «fotografía de Brady».
Al comienzo de la guerra, Mathew Brady obtuvo los permisos necesarios del Departamento de Guerra, compró cámaras resistentes y «cuartos oscuros» ambulantes, y envió a sus empleados a comenzar a documentar la lucha, todo a su cargo. La Primera batalla de Bull Run brindó la oportunidad inicial de fotografiar un enfrentamiento entre ejércitos opuestos, sin embargo, Brady regresó sin fotografías conocidas del campo de batalla. El día después de la batalla regresó a Washington D. C. y fue fotografiado en su estudio, con una bata sucia y una espada a su lado. Se sabe poco sobre la vida de Brady, ya que no mantuvo ningún diario, no escribía memorias y dejó pocas cuentas escritas.

El general William Tecumseh Sherman en una fotografía de Mathew B. Brady.

Al final de la guerra, Brady estimó que había gastado 100,000 $ para acumular más de 10,000 negativos en los que el público ya no mostraba interés. En 1875, el Departamento de Guerra acudió en ayuda de Brady y compró, por 25,000 $, el resto de su colección, que eran en su mayoría retratos. Anthony Co. poseía la mayoría de los puntos de vista de la guerra de Brady, recibidos como compensación por el continuo endeudamiento de Brady. Desde el Departamento de Guerra, la colección fue para el Cuerpo de Señales de los Estados Unidos, y en 1940 fue cedida para los Archivos Nacionales y Administración de Documentos. El 15 de enero de 1896, Brady murió sin un centavo en la sala de caridad del Hospital Presbiteriano de la ciudad de Nueva York. Sin embargo, en sus últimos días, Brady no murió aislado. Fue visitado y consolado a menudo por amigos y admiradores hasta el final. Su funeral fue financiado en gran parte por los amigos de su regimiento adoptado.
Si bien es cierto que al principio, por su propia cuenta, el empresario Mathew Brady obtuvo los permisos necesarios del Departamento de Guerra con el fin de documentar «la rebelión», serían otros, particularmente aquellos fotógrafos que estaban bajo la supervisión directa,— o que fueron empleados por Alexander Gardner, como Timothy O'Sullivan, James Gibson, George Barnard, James Gardner y William Pywell—, quienes seguirían a los ejércitos y finalmente cumplirían la difícil tarea de registrar para la posteridad una historia fotográfica consecutiva de la guerra civil americana.

### Alexander Gardner

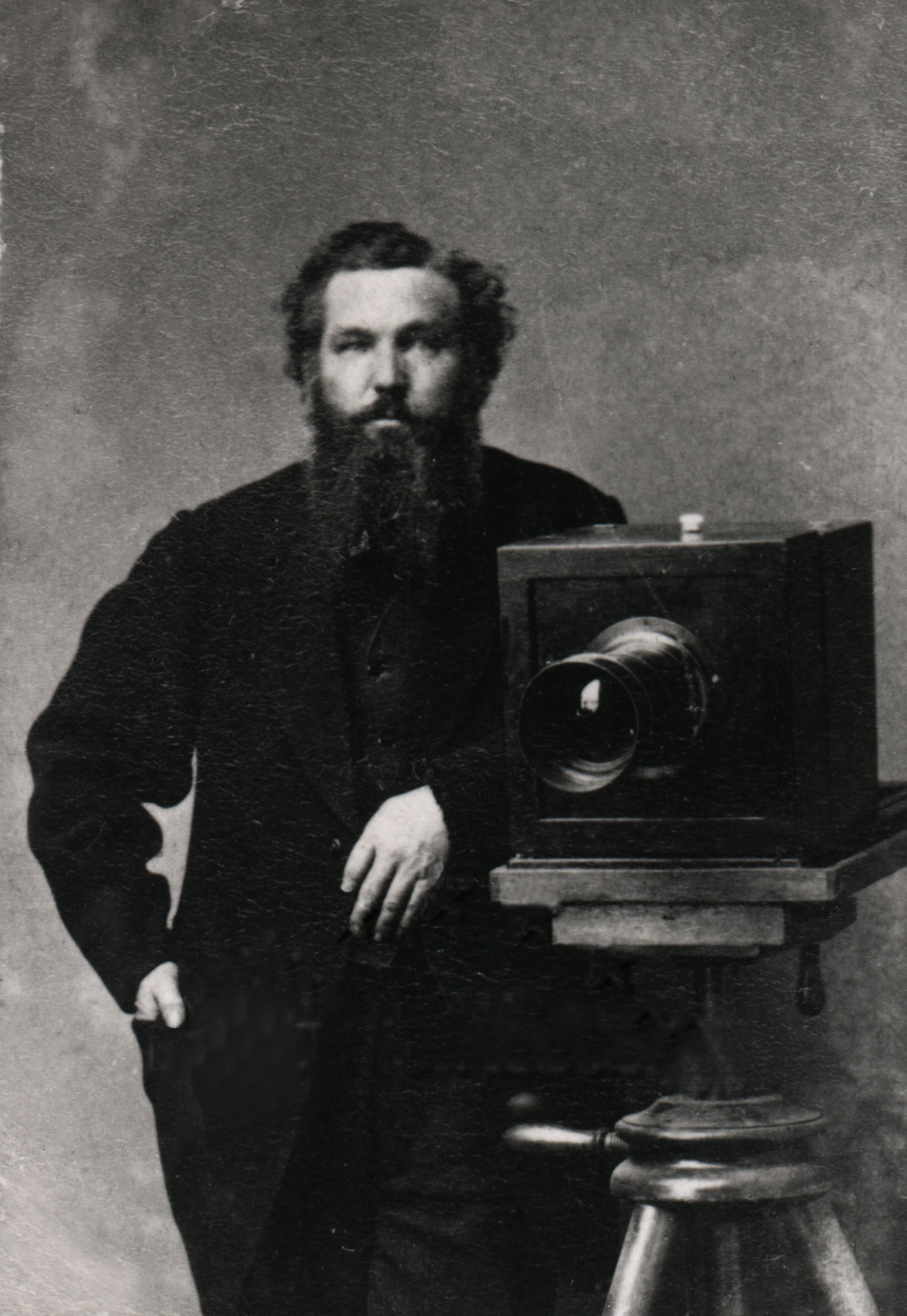
Alexander Gardner, 1856 autorretrato

Alexander Gardner (1821–1882) nacido en Paisley, Escocia. Fue aprendiz de  de orfebrería a la edad de catorce años. Pronto, Gardner descubrió que sus intereses y talentos residían en finanzas y periodismo. Cuando tenía veintiún años, dejó el puesto de joyero por un trabajo en el Glasgow Sentinel como reportero. Después de un año de informar, fue nombrado editor de The Sentinel. El amor a la química pronto lo llevó a experimentar con la fotografía. Profundamente perturbado por la explotación de la clase obrera, y en el espíritu de los primeros movimientos cooperativos en Escocia, Gardner organizó una empresa utópica en los Estados Unidos. Denominada Clydesdale Joint Stock Agricultural and Commercial Company en Iowa, sin embargo, en 1853, muchos en la colonia de Iowa estaban enfermos y muriendo de tuberculosis —el entonces llamado consumption— y la compañía Clydesdale se disolvió. En 1856, Alex, su hermano James y otros siete, incluida la esposa de Alex, Margaret, su hijo Lawrence , su hija Eliza y su madre Jane, emigraron a los Estados Unidos. Su colega James Gibson pudo haber sido uno de los participantes. Alex buscó el renombrado Mathew Brady para pedirle un empleo, quien lo contrató para administrar la Galería de Washington D. C.. La perspicacia de los negocios de Gardner y su experiencia en fotografía de colodión húmedo y, en particular, en el «Imperial Print», una ampliación de 17 por 21 pulgadas, trajo a Brady un enorme éxito. Las placas desarrolladas, los ambrotipos ahora se utilizaban ampliamente como negativos, que empleaban el uso de papeles sensibilizados, lo que posibilitaba la producción de copias ilimitadas de tarjetas de estereotipos, tarjetas de álbum y la cada vez más popular, «carte-de-visite». 

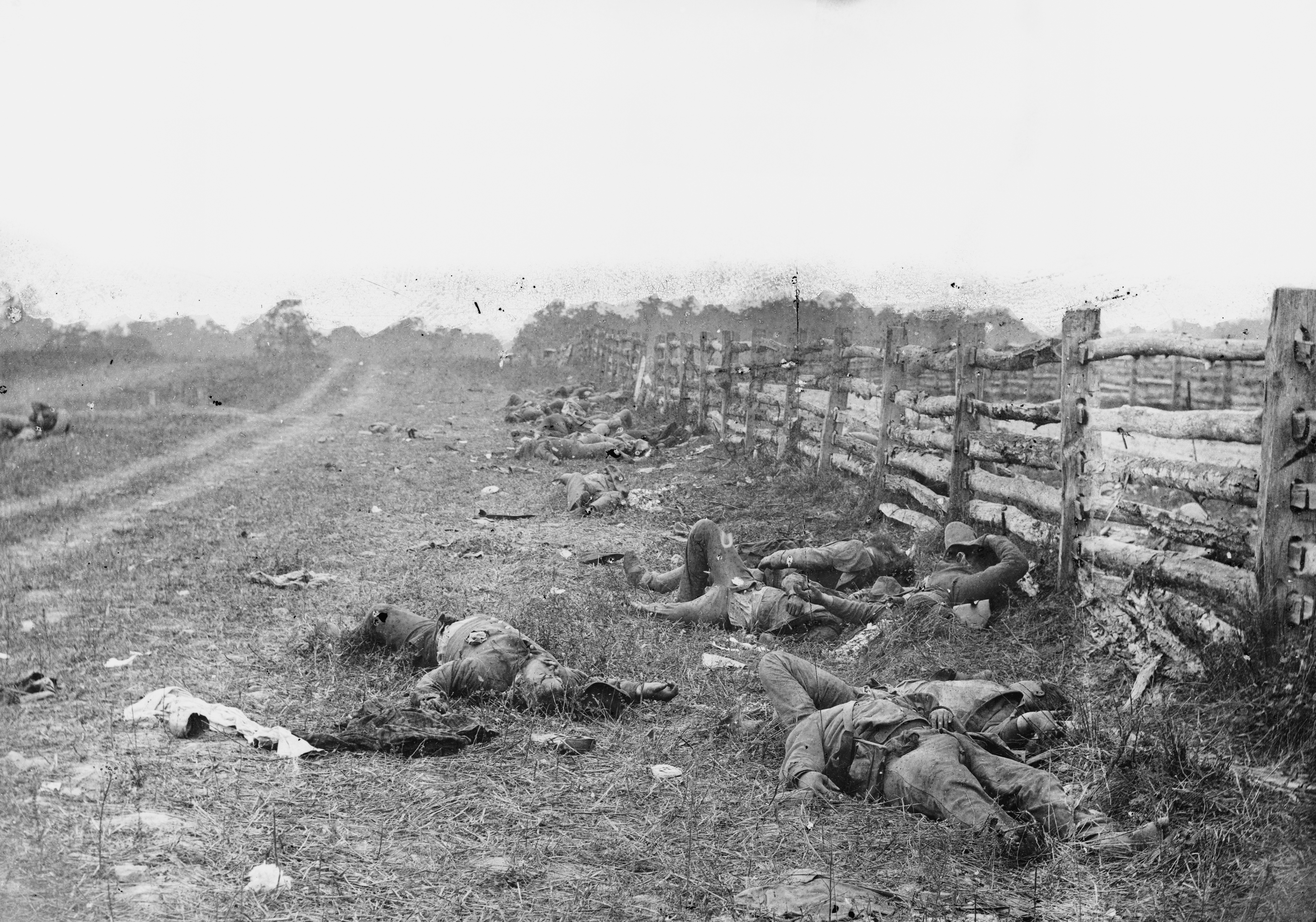
Cuerpos de los caídos después de la batalla de Antietam.

En noviembre de 1861, Gardner fue nombrado miembro del personal del general George Brinton McClellan, comandante del ejército del Potomac, y se le otorgó el rango honorífico de capitán. En 1862, Gardner y / o sus trabajadores fotografiaron el campo de la primera batalla de Bull Run, la campaña Peninsular de McClellan y los campos de batalla de Cedar Mountain y la batalla de Antietam. Dado que los campos de batalla de Fredericksburg y Chancellorsville fueron derrotas de la Unión y permanecieron en manos enemigas, los fotógrafos del norte no pudieron llegar a estos sitios.
En julio, Gardner y sus empleados James Gibson y Timothy O'Sullivan fotografiaron el campo de batalla de Gettysburg, Pensilvania. La campaña Overland de Grant y las operaciones de Petersburg fueron fotografiadas en su mayoría por el empleado de Gardner, Timothy O'Sullivan, supervisor de su mapa y trabajo de campo. En junio de 1864, la designación de fotógrafo oficial para el comando de la sede de Grant se había transferido a Mathew Brady.
Para mayo de 1863, Gardner había abierto una galería con su hermano James, llevándose consigo a muchos de los antiguos empleados de Mathew Brady. La evidencia circunstancial sugiere que la separación de Gardner con Brady no fue causada por ninguna preocupación altruista sobre el reconocimiento adecuado de los fotógrafos en los trabajos publicados. El propio Gardner en 1867 declaró que aunque una fotografía fue identificada como una «Fotografía de A. Gardner», simplemente significaba que estaba impresa o copiada en su galería, y no era necesariamente el fotógrafo. La división parece haber crecido fuera de las incompetentes prácticas comerciales de Brady y su incapacidad para cumplir regularmente con su nómina.

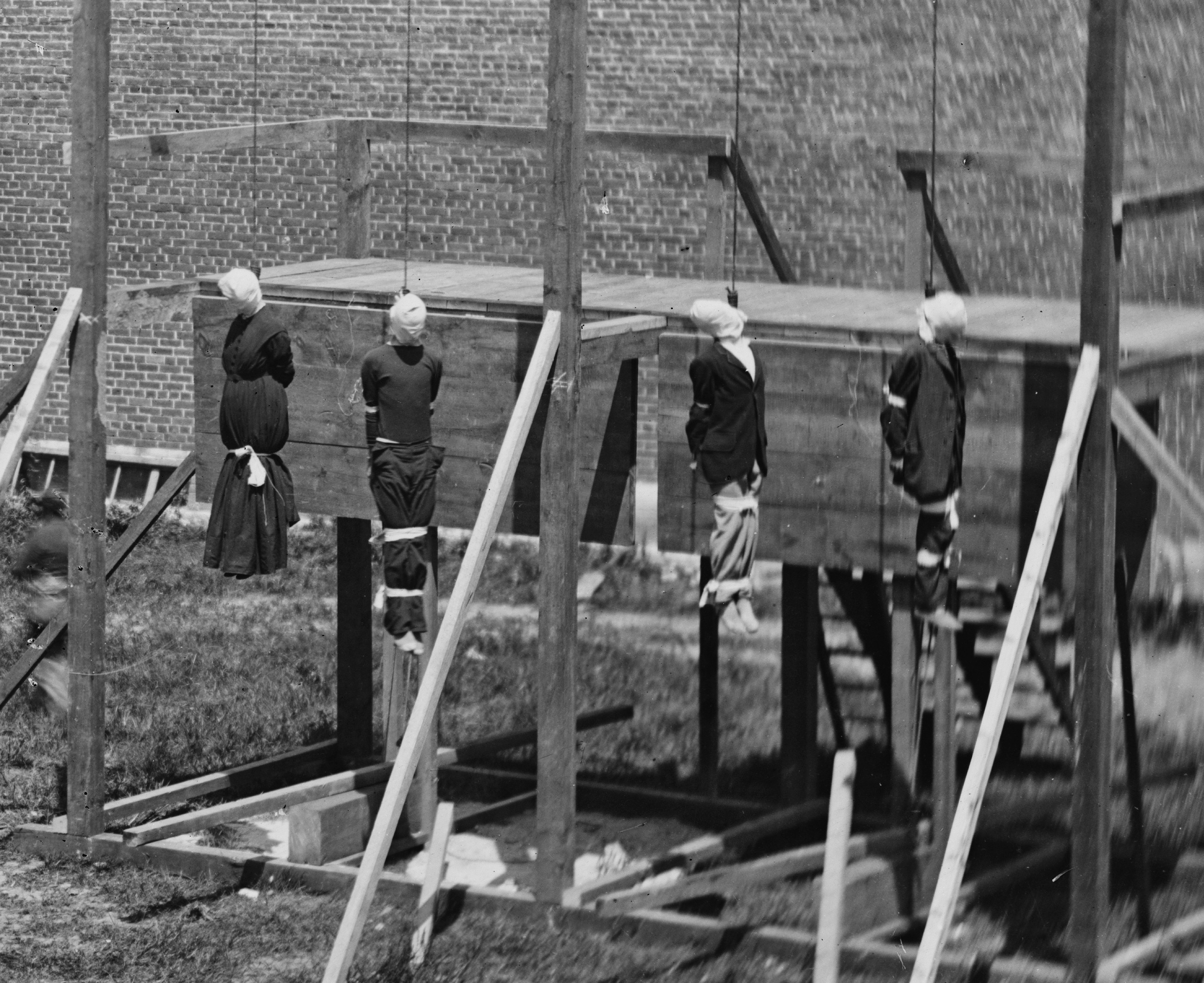
Ejecución de Mary Surratt, Lewis Powell, David Herold y George Atzerodt, participantes de la conspiración que condujo al asesinato de Abraham Lincoln; 7 de julio de 1865, por Alexander Gardner.

Fotografía de Abraham Lincoln por Alexander Gardner el 8 de noviembre de 1864, dos semanas antes del discurso de Gettysburg.

En abril de 1865, Gardner fotografió a Lewis Powell, George Atzerodt, David Herold, Michael O'Laughlen, Edman Spangler y Samuel Arnold, quienes fueron arrestados por conspirar para asesinar al presidente Abraham Lincoln. Gardner, con la ayuda de O'Sullivan, también tomó fotografías de la ejecución de Mary Surratt, Lewis Powell, George Atzerodt y David Herold cuando fueron ahorcados en la Penitenciaría de Washington el 7 de julio de 1865. Cuatro meses después, Gardner fotografió la ejecución de Henry Wirz, oficial al mando del infame campo de prisioneros de guerra en Andersonville, Georgia.
En 1866, «el fotógrafo favorito de Lincoln» publicó su antología de dos volúmenes, el Gardner's Photographic Sketch Book of the War.  Dos ediciones se publicaron en 1865 y 1866, constando en dos volúmenes encuadernados en cuero. Cada volumen contenía 50 impresiones de tamaño imperial, inclinadas, con una página adjunta de tipografía descriptiva. Sin embargo, a 150 $ por juego, no fue el éxito que Gardner había esperado. Cuando se le preguntó acerca de su trabajo, dijo: «Está diseñado para hablar por sí mismo ... Como recuerdos de la temerosa lucha a través de la cual el país acaba de pasar, se espera con confianza que tenga un interés perdurable».
En 1867 Gardner cerró su galería, y con su hijo Lawrence y su asistente William R. Pywell se dispusieron a fotografiar a lo largo de la ruta propuesta de la UPRR, tomando fotografías a lo largo del paralelo 39. El resultado del viaje de Gardner desde Wyandotte, Kansas hasta Fort Wallace, en el oeste de Kansas, fue la antología de tamaño folio, Across the Continent on the Union Pacific Railway, Eastern Division.
En 1875, Gardner, de mentalidad cívica, trabajó en el Departamento de Policía Metropolitana de DC, copiando casi mil daguerrotipos para usarlos como «fotografías policiales», el precursor de la «Galería de pícaros».
En 1879, Alexander Gardner se retiró formalmente de la fotografía, dedicando sus años restantes a mejorar y ampliar el alcance del modelo de negocio de seguro de vida cooperativo de la Washington Beneficial Endowment Association, así como a continuar con su participación en el Masonic Mutual Relief Association, del que se convirtió en su presidente en 1882, y la St Andrews Society, una organización de ayuda escocesa.

### George N. Barnard

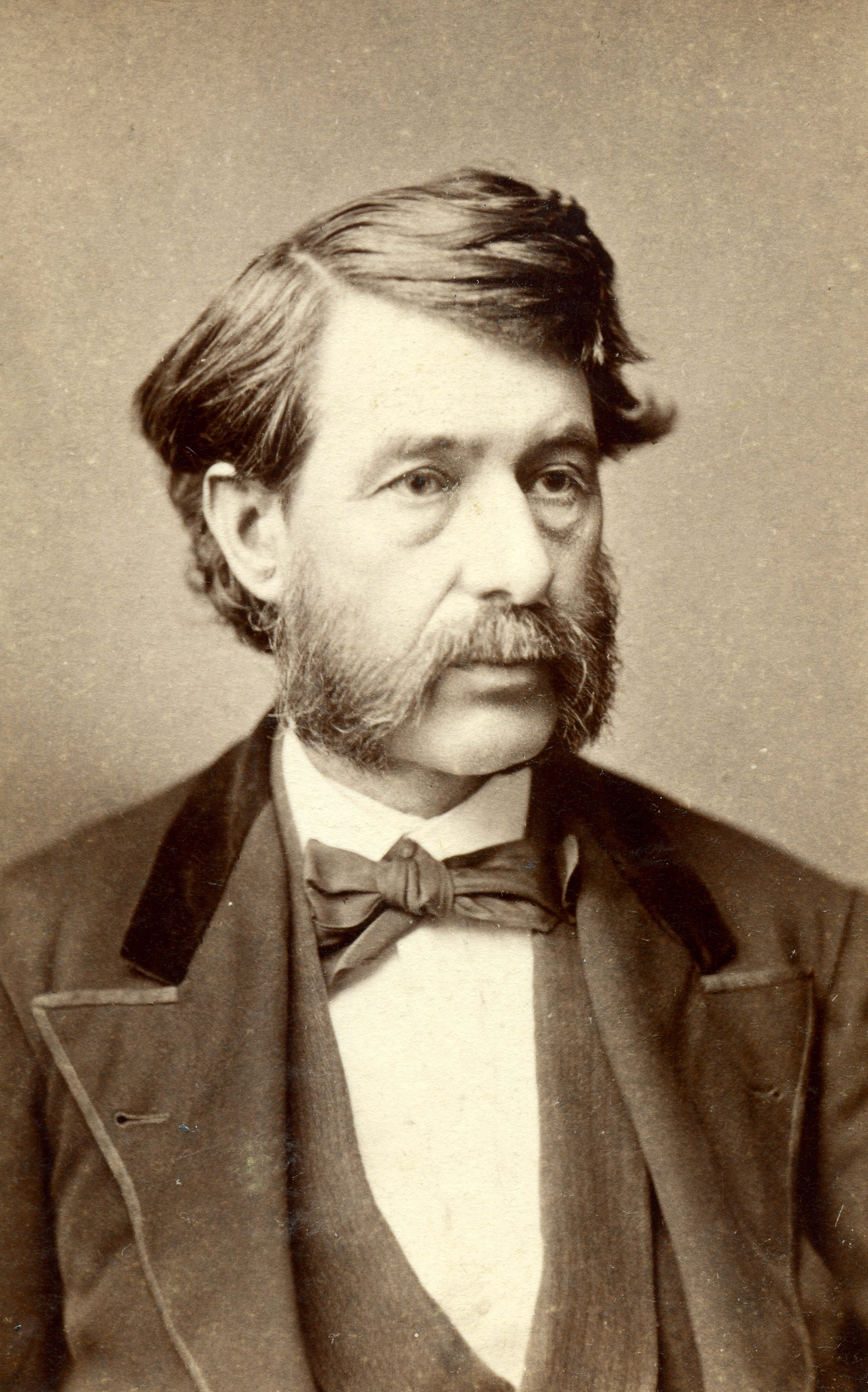
Autorretrato de George Norman Barnard.

George Norman Barnard (1819 - 1902), nació en Coventry, en Connecticut, de niño se trasladó junto a su familia a Nueva York. Después de un corto tiempo en la industria de la administración hotelera, abrió un estudio fotográfico especializado en daguerrotipo en Oswego en el estado de Nueva York, y fue pronto reconocido a nivel nacional por sus originales retratos. No se ha podido saber donde y bajo qué circunstancias Barnard aprendió su oficio. El 5 de julio de 1853 fotografió la quema de molinos de harina en el pueblo de Ames, produciendo así la que podría ser la primera imagen inherente a un evento estadounidense de «noticias ilustradas».

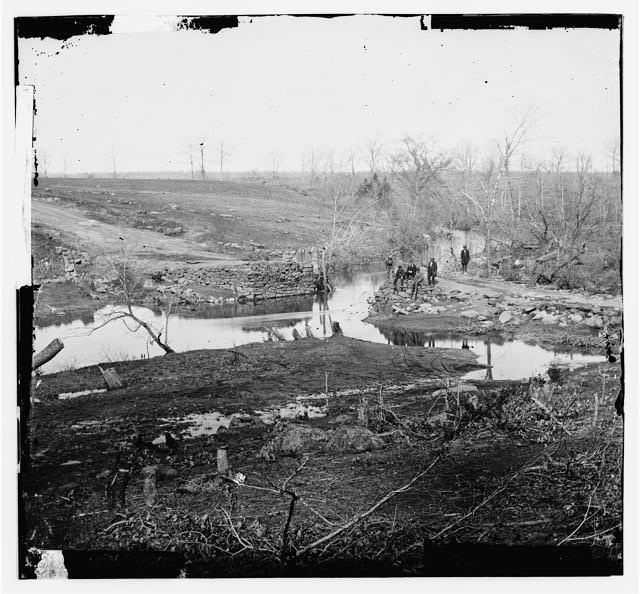
El torrente fangoso de Bull Run en julio de 1861, en una foto de George N. Barnard.

En 1854 trasladó toda su actividad de trabajo a Siracusa, Nueva York, y comenzó a usar el proceso de colodión húmedo. En 1859, Barnard se unió a la firma de Edward Anthony. Al estallar la guerra, Barnard trabajaba para Mathew Brady en Washington D. C. y en la ciudad de Nueva York. Barnard, además de hacer retratos y fotografiar a las tropas alrededor de Washington D. C., estuvo entre el primer grupo de fotógrafos de Brady, quienes fueron enviados al campo para fotografiar los campos de la Campaña del Norte de Virginia, y la Campaña Peninsular, incluyendo las batallas de Bull Run y Yorktown, así como la de  Harpers Ferry.
Barnard es conocido sobre todo por su voluminosa obra maestra de 1866 titulada: Photographic Views of Sherman's Campaign, que retrata las fases más importantes de la Campaña de Atlanta dirigida por el general William Tecumseh Sherman.

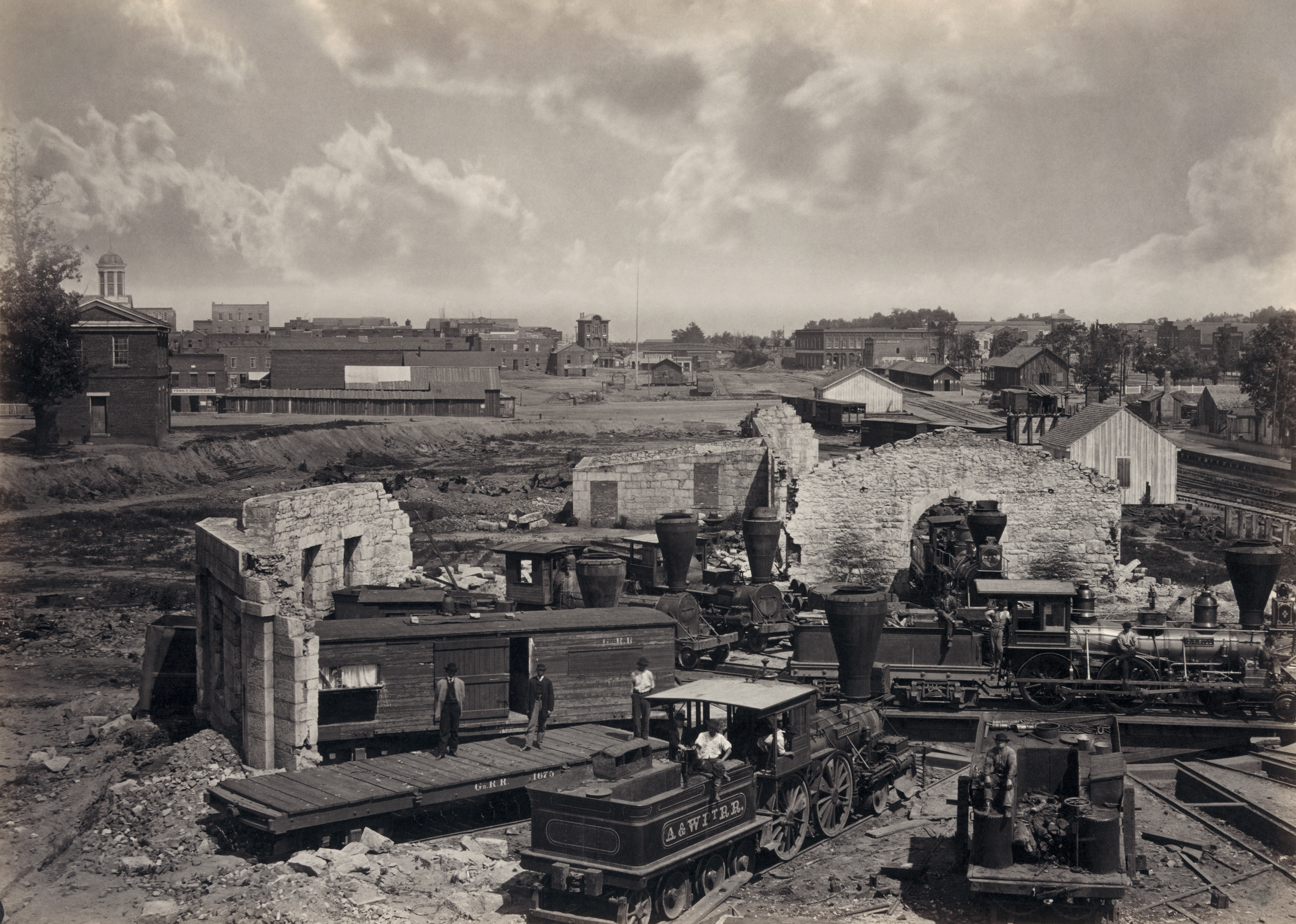
Casas en ruinas en Atlanta del álbum de George Barnard, 1866. Restauración digital. Una señal distintiva de la obra de este autor era la superposición de las nubes en un cielo también superpuesto.

El álbum contiene 61 «tamaños Imperiales», de impresiones que abarcan escenas de la ocupación de Nashville, las grandes batallas alrededor de Chattanooga y Lookout Mountain, la campaña de Atlanta, la Gran Marcha sobre el mar de Sherman y la Gran Incursión a través de las Carolinas, la última incursión del conflicto. 
Continuó fotografiando después de la guerra, creando estudios en Charleston, Carolina del Sur y Chicago. Su estudio de Chicago fue destruido por el incendio histórico de 1871. En 1880, Barnard vendió su estudio de Charleston y se mudó a Rochester, Nueva York. Desde 1881 hasta 1883 fue el distinguido portavoz de las placas secas de gelatina de George Eastman. Barnard se aventuró en su propia empresa de corta vida con Robert H. Furman en 1862. En 1864, los Barnard se mudaron a Painesville, Ohio, y abrieron un estudio que utilizaba su propia fabricación de placas secas. En 1888, George cerró su negocio y su familia se mudó a Gadsden, Alabama. En 1892, se mudó por última vez a Cedarville, cerca de Siracusa, Nueva York, donde mantuvo su interés por la fotografía, tomando fotos de amigos y familiares y fotos anuales de los niños de la escuela. George Barnard murió el 4 de febrero de 1902 en la casa de su hija, en Onondaga, a la edad de 82 años. Está enterrado en el cementerio de Gilbert en Marcellus (Nueva York).

### Timothy O'Sullivan

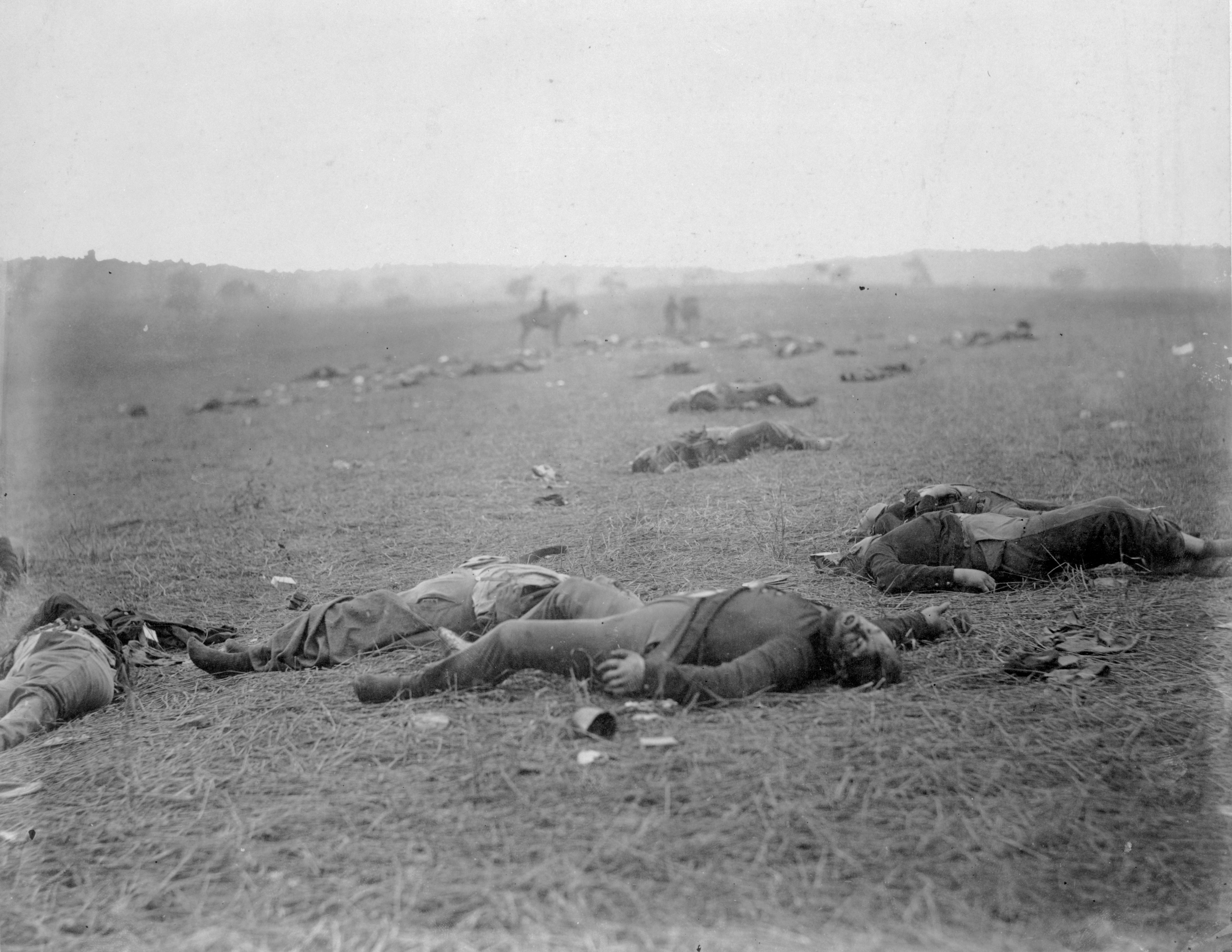
«La cosecha de la muerte», caídos en la batalla de Gettysburg, en una foto de Timothy O'Sullivan de julio de 1863.

Timothy O'Sullivan  (1840–1882) nació en la ciudad de Nueva York. Cuando era adolescente, fue empleado por Mathew Brady y trabajó para él continuamente desde 1856 hasta finales de 1862, cuando Alexander Gardner lo contrató como «superintendente de mi plan y trabajo de campo». En el invierno de 1861–1862, O'Sullivan fue enviado para documentar las operaciones de Port Royal, SC del general Thomas W. Sherman. En julio de 1862, O'Sullivan siguió la campaña del general John Pope en Virginia. En julio de 1863, alcanzó el pináculo de su carrera cuando tomó fotografías en Gettysburg, Pensilvania, en particular, «La cosecha de la muerte». En 1864, siguiendo el rastro del general Ulysses S. Grant. Eso lo llevó a la Appomattox Court House en abril de 1865 y de vuelta, en Petersburg en mayo. O'Sullivan acredita 45 de las 100 impresiones en el Gardner's Photographic Sketch Book Of The War.

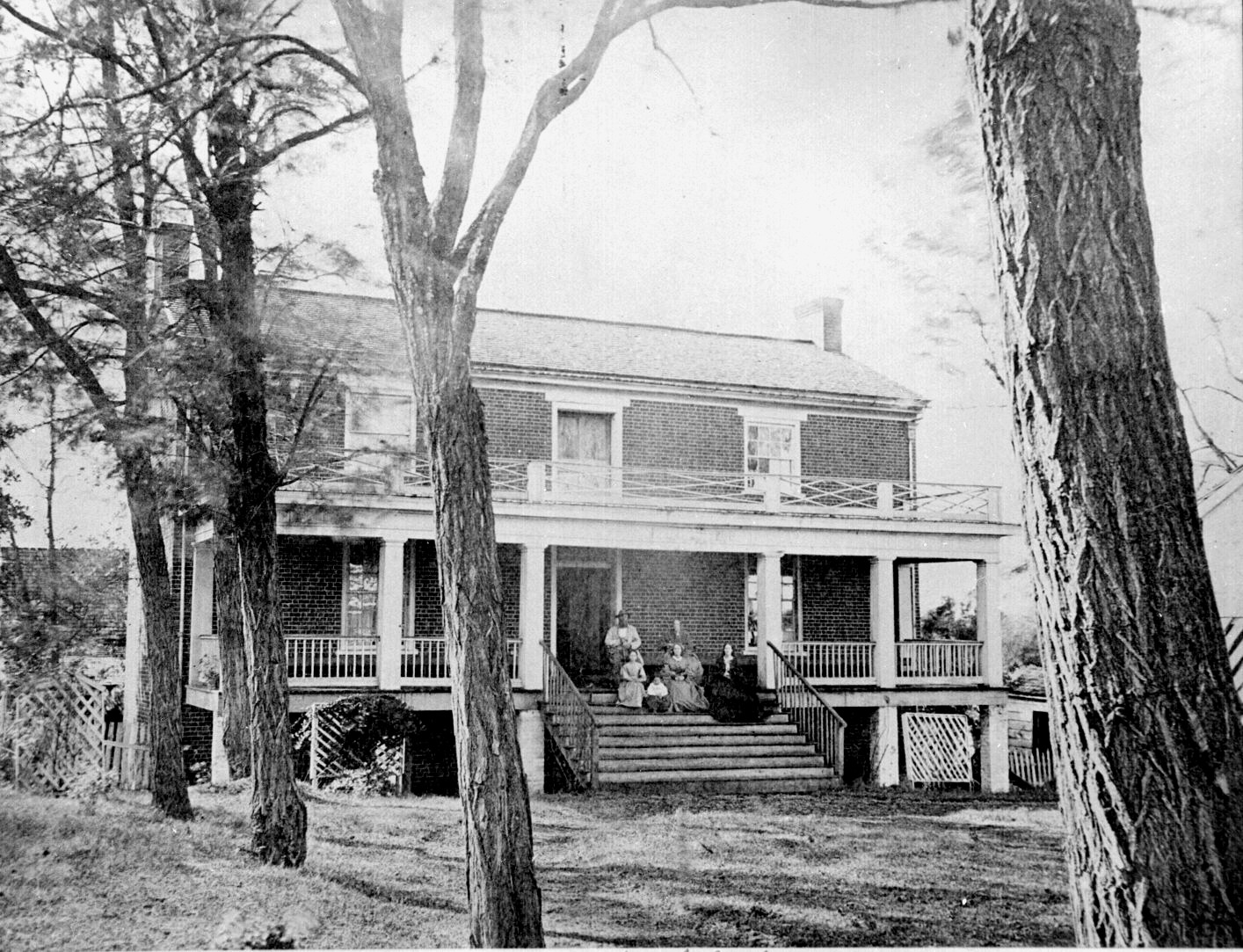
La «McLean House» en Appomattox en abril del 1865, en una foto de Timothy O'Sullivan.

Al final de la Guerra Civil, O'Sullivan se convirtió en fotógrafo oficial del gobierno de Clarence King (1867, 68, 69, 72), para documentar el trabajo del Istmo de Panamá (1870) y las expediciones exploratorias de George Wheeler (1871, 73, 74), durante las cuales se casó con Laura la hermana de su colega fotógrafo William Pywell, en 1873. Las fotos de O'Sullivan fueron de las primeras en registrar las ruinas prehistóricas, los tejedores navajos y las aldeas del suroeste, y fueron fundamentales para atraer colonos hacia el oeste.
En 1875, O'Sullivan regresó a Washington D. C., donde pasó los últimos años de su corta vida como fotógrafo oficial del Departamento del Tesoro de los Estados Unidos. Apenas siete años después, a la temprana edad de 42 años, murió de tuberculosis en la casa de sus padres en Staten Island, Nueva York.

### James F. Gibson
James F. Gibson (1828? -?), quizás el menos reconocido entre los fotógrafos más importantes de la guerra, siempre será uno de los menos famosos. En 1860, el nombre del inmigrante de origen escocés Gibson aparecerá junto con el de su esposa Elizabeth en el censo de los Estados Unidos de América en 1860 en las listas de Washington; las listas telegráficas de la ciudad muestran que M. Brady ya lo usaba para su trabajo en ese momento.
Gibson pudo haber emigrado a América a raíz de la familia de A. Gardner, también escocesa. Su primer viaje documentado en fotografía, es de cuando acompañó a George N. Barnard a la Segunda batalla de Bull Run en agosto de 1862; luego trabajó con Gardner durante la Batalla de Gettysburg, habiendo colaborado previamente con él durante la Batalla de Antietam.

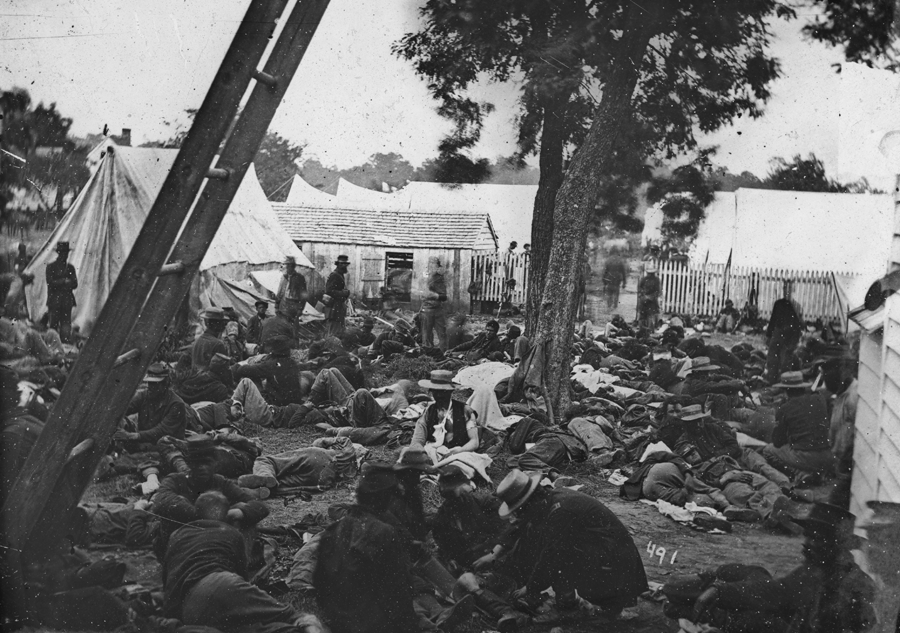
Savage Station, Virginia Union field hospital after the battle of June 27 - Gibson, 28 de junio de 1862.

Pero el mayor legado que dejó fue la amplia variedad de fotografías tomadas por él mismo personalmente mientras estaba siguiendo la Campaña Peninsular, especialmente su toma conmovedora donde retrata a los heridos de la batalla de Savage's Station, una foto de referencia, de todo el conflicto.
Varios años después del final de la guerra, antes de que cualquier tribunal pudiera resolver la demanda civil de 1868 contra el socio comercial Alexander Gardner, Mathew Brady hipotecó en gran medida su quiebra «Washington Gallery», de la cual Gibson tenía el 50%. De las acciones y que gestionó desde 1864.
Se fue a Kansas con el poco dinero en efectivo restante y nunca fue encontrado nuevamente.

### Andrew Joseph Russell

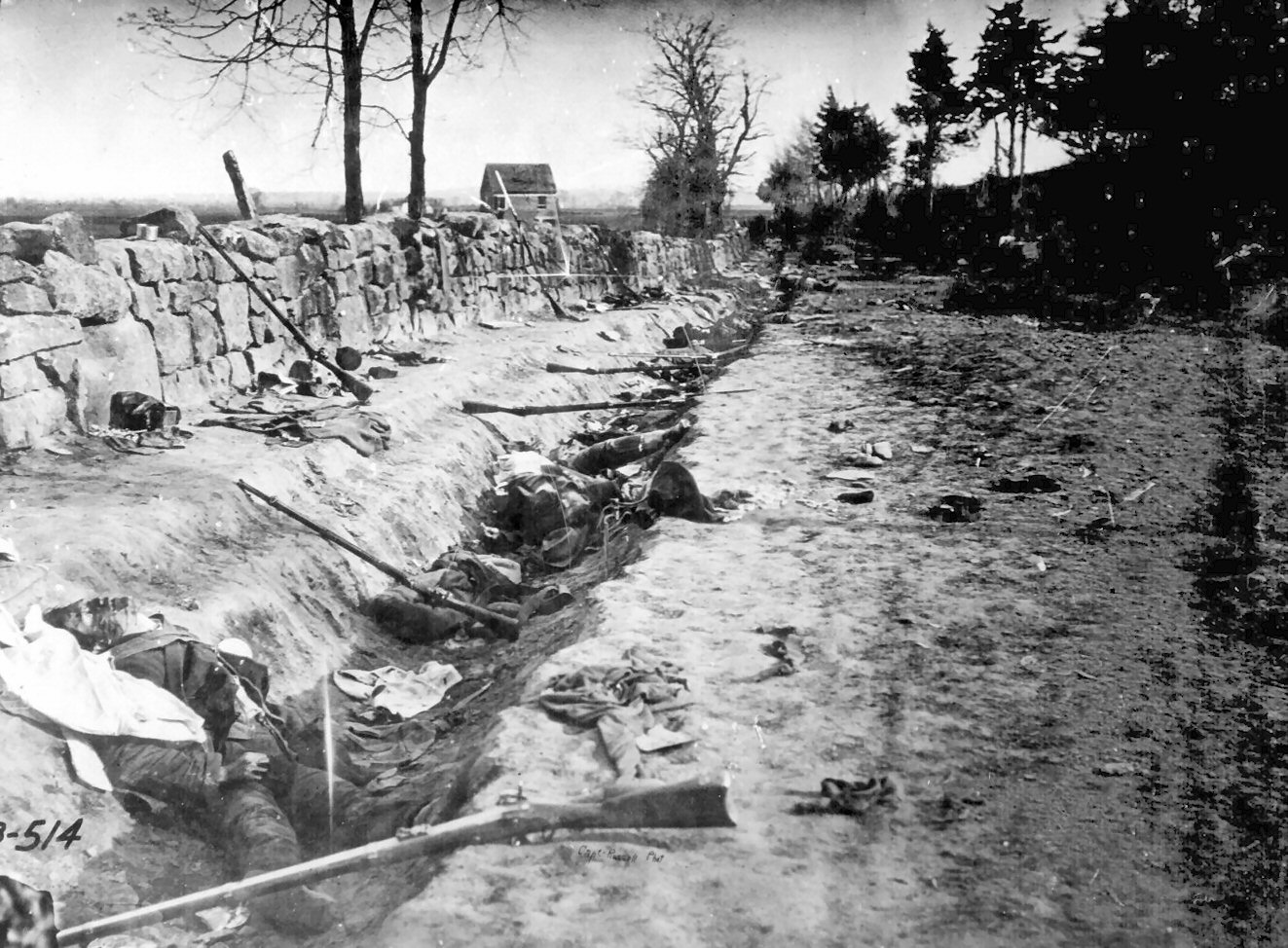
Confederados muertos detrás del muro de piedra en Marye's Height's,batalla de Fredericksburg 3 de mayo de, 1863.

Andrew Joseph Russell (1829–1902), nació en Walpole (Nuevo Hampshire), hijo de Harriet y Joseph Russell. Pasó su infancia en Nunda (Nueva York). Se interesó pronto por la pintura y, además de realizar retratos para figuras públicas locales, se sintió atraído por los ferrocarriles y los trenes. Durante los dos primeros años de la Guerra Civil, Russell pintó un diorama usado para reclutar soldados para el Ejército de la Unión. El 22 de agosto de 1862, se ofreció como voluntario en Elmira, Nueva York, y al mes siguiente ya era capitán de la Compañía F, 141 Regimiento de Voluntarios de Nueva York.
En febrero de 1863, Russell, quien se había interesado en el nuevo arte de la fotografía, le pagó al fotógrafo independiente Egbert Guy Fowx 300 $ para que le enseñara el proceso de colodión en placa húmeda .
Las primeras fotografías del capitán Russell fueron utilizadas por el general de brigada Herman Haupt para ilustrar sus informes. Impresionado con su trabajo, el 1 de marzo de 1863, Haupt hizo los arreglos para separar a Russell de su regimiento y asignarlo al «Cuerpo de Construcción de Ferrocarriles Militares de los Estados Unidos», convirtiendo a Russell que se alistó a todos los efectos y propósitos entre los federales —el otro es Philip Haas, un alemán estadounidense activo entre los años 1840 y 1860. Con una capacidad notable y una habilidad artística innata, Russell no únicamente fotografió temas relacionados con el transporte para el Departamento de Guerra, sino que también de tomas de paisajes y es probable que lo hiciera con la venta de negativos del campo de batalla a los Anthonys.] De hecho, Russell tomó más de mil fotos en dos años y medio, algunas de las cuales fueron distribuidas exclusivamente al presidente Abraham Lincoln.
Probablemente una de sus fotografías más conocidas sea «Muro de piedra a los pies de Marye's Heights, Fredericksburg, Virginia». En la que muestra a los confederados muertos pertenecientes a la brigada del general William Barksdale, durante la batalla de Chancellorsville. Andrew Russell murió el 22 de septiembre de 1902 en Brooklyn, Nueva York. Está enterrado en el cementerio de Cypress Hills (Nueva York).

### Thomas C. Roche

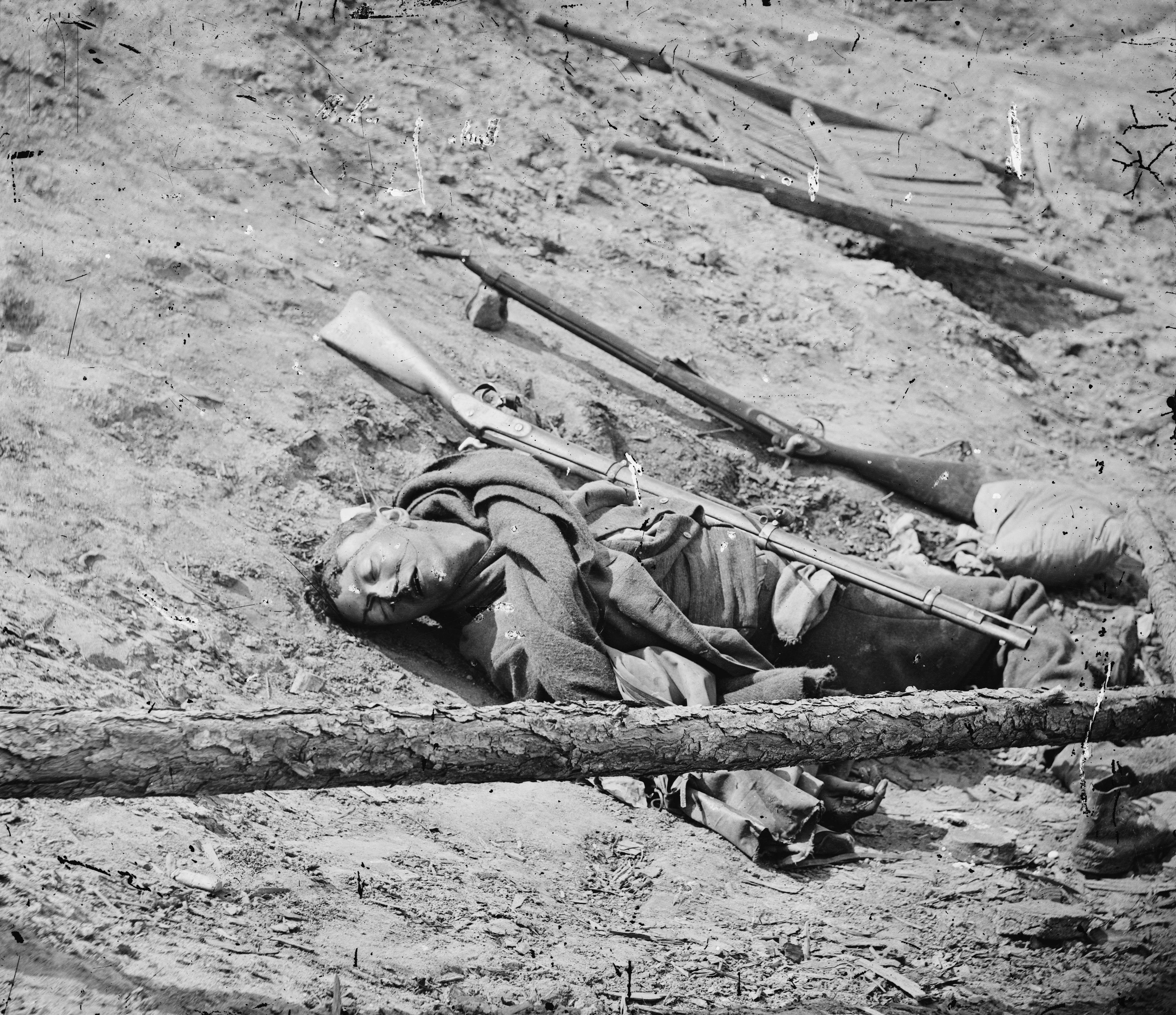
Soldado confederado muerto dentro de Fort Mahone, Petersburg (Virginia) Vista tomada por Thomas Roche el 3 de abril de 1865.

Thomas C. Roche (1826–1895). El 1858, Roche se interesó por la fotografía y fue incluido como agente en el 83 South St. en Brooklyn, Nueva York. En 1862 comenzó a trabajar para Anthony Co., y tomó el primer conjunto completo de estereovistas de Central Park que fueron publicadas. Muchas de las primeras «estereovistas de Anthony y Roche» se publicaron en un vidrio frágil que, como es lógico, hoy en día es extremadamente raro. A lo largo de los años, Roche fue el principal fotógrafo y asesor principal de Anthony Co. y uno de sus activos más valiosos, desarrollando muchas patentes para los productos y procesos de la compañía. Podría decirse que la patente más importante de Roche (241,070) se realizó en 1881 con una  gelatina sensibilizada con bromuro de plata, «placa seca». El proceso de Roche señalaría el final de codilión húmedo. Roche vivió bien gracias a sus numerosos derechos de autor, y continuó como asesor técnico de la compañía, compartiendo sus conocimientos, sabiduría y anécdotas con los lectores de Anthony's Bulletin hasta su muerte en 1895.
Roche es probablemente mejor conocido, y entre sus muchos logros, por las aproximadamente 50 vistas estereoscópicas tomadas el 3 de abril de 1865 después de la caída de Petersburg (Virginia). Estos incluyen los «estudios de muerte», al menos 20 vistas estereoscópicas de los fallecidos, tomadas dentro del Fort Mahone. Los contratos del Departamento de Guerra estaban garantizados. Los Anthonys son los negativos estéreo, mientras que le proporcionan al gobierno las planchas de gran formato.

### Jacob F. Coonley

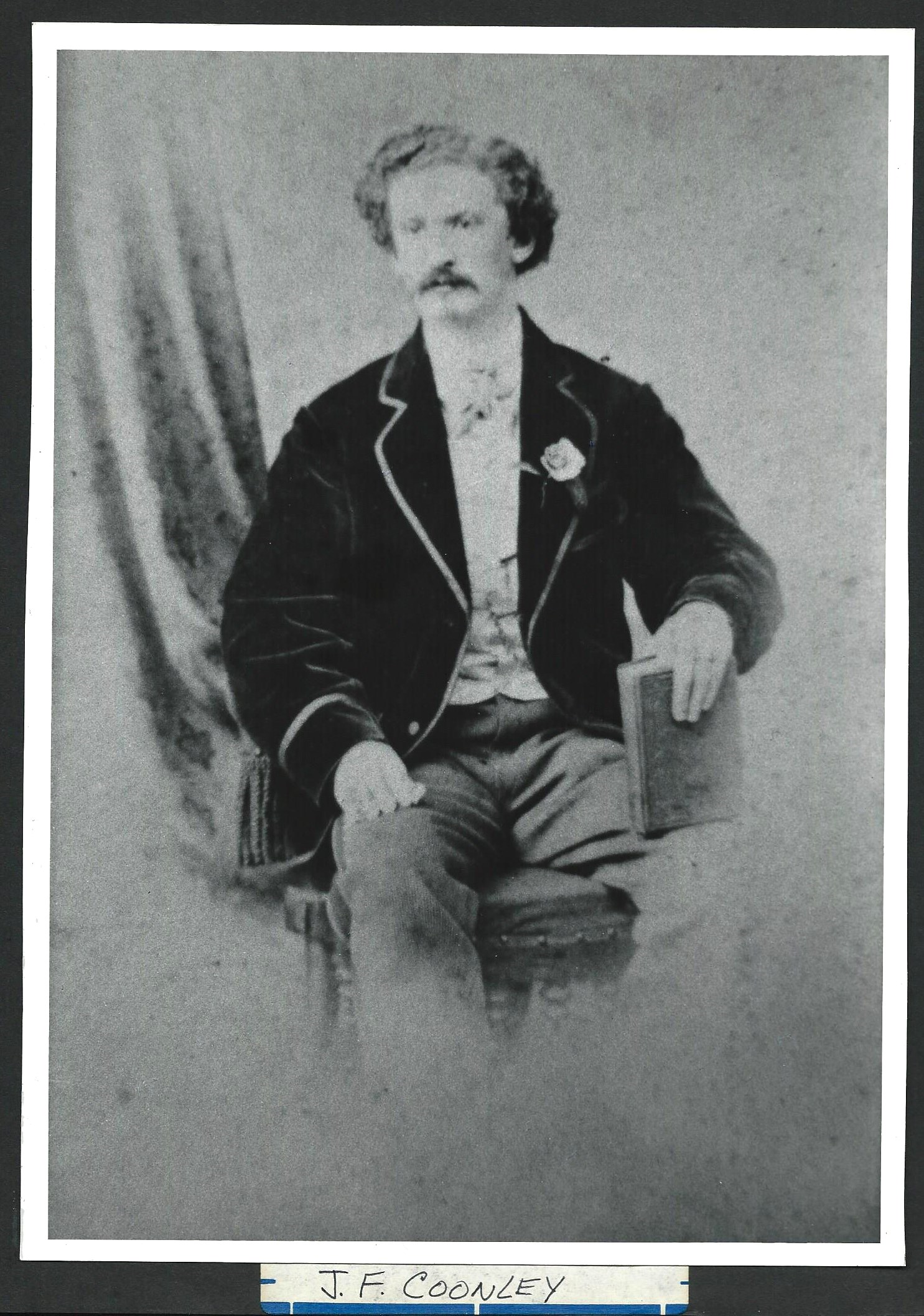
Un retrato de Jacob Frank "Jay" Coonley (año 1870).

Jacob Frank "Jay" Coonley (1832–1915) Ambrotypist de Nueva York, Coonley fue originalmente un pintor de paisajes que aprendió el oficio de George N. Barnard. Dirigió la imprenta estereoscópica de Edward Anthony hasta 1862, tomó asignaciones en Pensilvania, Nueva York y Washington D. C.. Cuando estalló la guerra, Coonley permaneció en Washington, fotografiando a militares generales, estadistas y similares. En 1862 se mudó brevemente a Filadelfia para abrir la asociación de galerías de retratos de Coonley & Wolfsberger. Seis meses después, Coonley estaba de vuelta en Nueva York administrando la Galería de la Unión de Clarke, esquina de Broadway y Bleecker St. En 1864, el intendente general Montgomery Meigs le otorgó un contrato para realizar trabajos fotográficos en los ferrocarriles de Estados Unidos, en Alabama, Georgia y Tennessee. Durante este tiempo, Coonley también produjo la serie de Nashville para Edward Anthony.
Coonley también fue responsable de al menos catorce fotos archivadas en la Biblioteca del Congreso, que representan el 14 de abril de 1865, la ceremonia de izar la bandera de Fort Sumter, aunque se le ha citado como el autor de una sola. La evidencia fotográfica sugiere que el fotógrafo de Anthony Co. usó una cámara estéreo con un obturador abatible, utilizando dos ubicaciones de cámaras dentro del fuerte. La única vista dentro de Fort Sumter que realmente representa la bandera de la guarnición que se está izando es obra del fotógrafo William E. James. De 1865 a 1871, Coonley dirigió la galería de CJ Quinby en Charleston, Carolina del Sur, y George N. Barnard se unió como socio en 1868. Se sabe que Coonley tenía un negocio en la Broughton Street, de Savannah, Georgia, que se ocupaba de Chromos, grabados y pinturas, así como fabricación de marcos y publicación de estereovistas y fotografías. Algunos años más tarde, Cooley pasó un tiempo en Nasáu, Bahamas, a petición del Gobernador General, William Robinson. Regresó a Nueva York en 1881 y tomó una puesto como operador de JM Mora. En 1886, más tarde regresó a Nasáu, estableciendo un negocio exitoso allí hasta 1904, cuando ya cansado, regresó a Nueva York. Coonley, de setenta y dos años, continuaría pasando sus inviernos en las Bahamas. Un artículo de diciembre de 1915 sobre su muerte publicado en el New York Evening World afirmaba que Coonley, quien había estado inválido por algún tiempo, murió después de intentar suicidarse.

### Sam Abbot Cooley

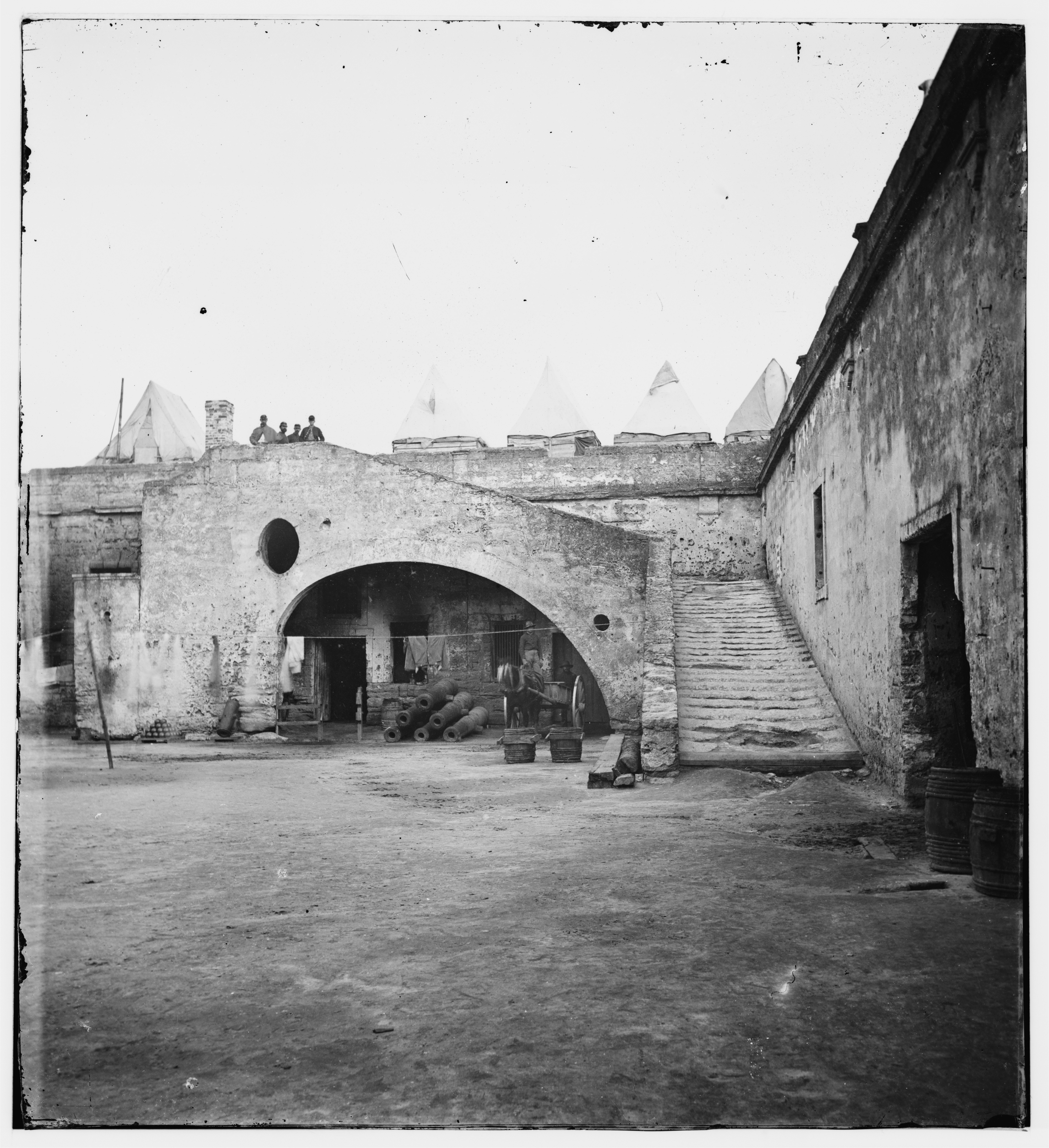
Interior, Fort Marion, St. Augustine, Florida por Sam Abbot Cooley, 1864

Samuel Abbot Cooley (1821-1900), de Connecticut, apareció en la zona de Beaufort antes de la guerra como fotógrafo. Se quedó en el área ocupado como sutler y fotógrafo para el «X Corps», empleando sus cámaras estéreo de gran formato, con obturador abatible y lente doble. En 1863, Cooley tenía un estudio fotográfico sobre su tienda ubicada al lado del Arsenal. Vendió su negocio fotográfico en mayo de 1864 con la intención de regresar al norte. Reapareció en Beaufort en 1865, donde abrió una empresa mercantil y, a la vez, se promocionó como «Fotógrafo, Departamento del Sur», realizando trabajos por contrato para el gobierno. Cooley anunció en el periódico local un inventario de más de dos mil negativos diferentes, vistas tomadas desde Charleston, SC, a St. Augustine Fla., Que incluía tarjetas, vistas estereoscópicas y 11X14 tomadas para el gobierno.  Cooley también abrió galerías en Hilton Head, SC y Jacksonville (Florida). En 1866 también se estableció como subastador y comisario de la ciudad, con su oficina en el Hotel Beaufort. Su libro de cuentas indica que vendió pan y alimentos a varias empresas, así como al Hospital General y al Hospital Small Pox. Finalmente, regresó a su hogar en Hartford, Connecticut, en 1869, donde ofreció en su galería una «exposición de hermosas vistas de Stereopticon». Sam falleció el 15 de mayo de 1900 (edad 78) y está enterrado en el cementerio Old North, Hartford, Connecticut.

### John Reekie

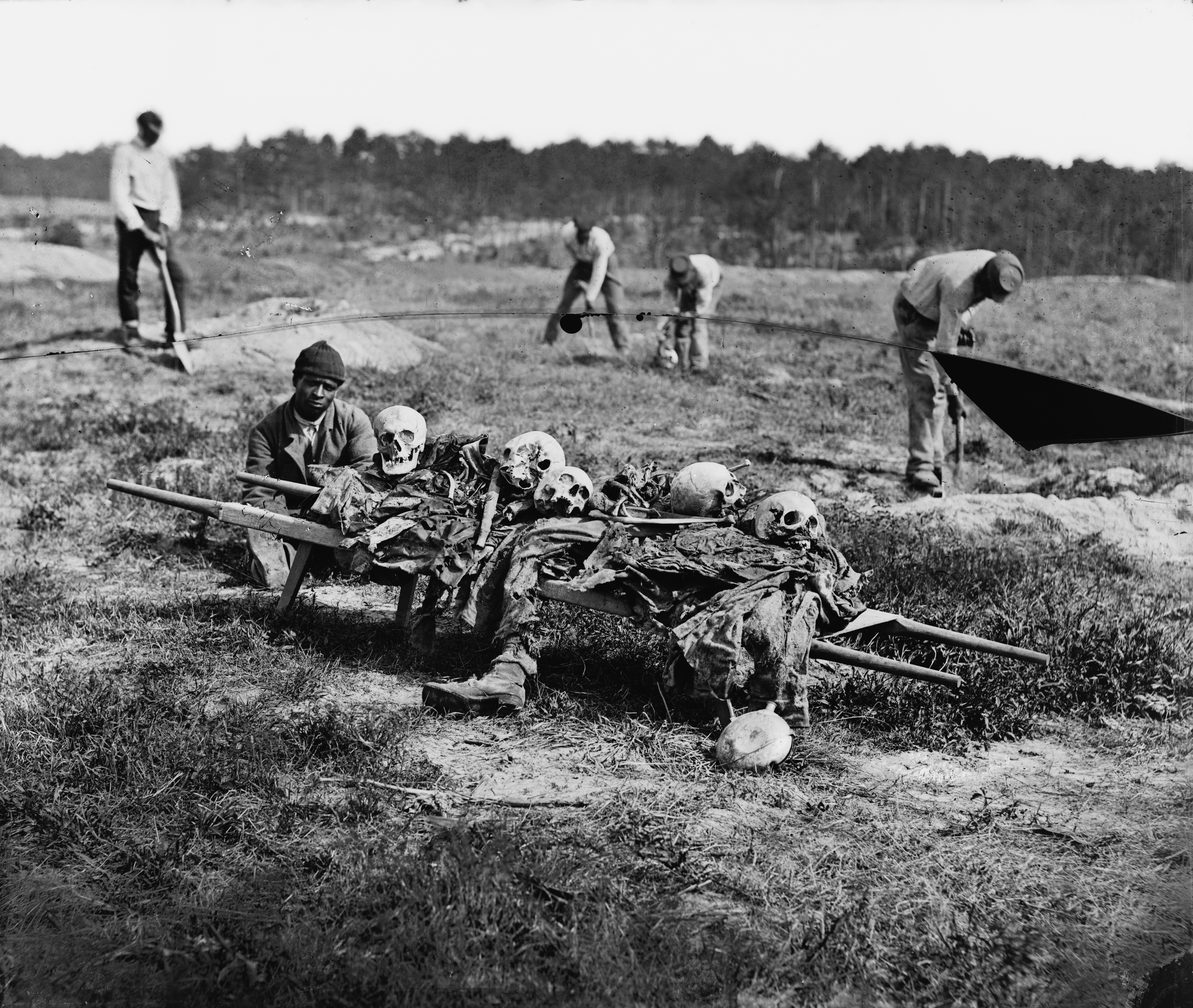
Una fiesta funeraria, Puerto Frío permanece en el campo de batalla de 1864 - John Reekie, 15 de abril de 1865

John Reekie (1829-1885) fue otro fotógrafo poco conocido de la Guerra Civil. De origen escocés, Reekie fue empleado por Alexander Gardner. Reekie participó activamente en Virginia, visitando Dutch Gap y City Point, y los alrededores de Petersburg, Mechanicsville y Richmond. Reekie es probablemente más conocido por sus escenas de los muertos enterrados, en los campos de batalla de Gaines 'Mill y Cold Harbor . Uno de sus más conocidos, A Burial Party, Cold Harbor, se incluyó con otros seis de sus negativos en el Libro de dibujos fotográficos de la guerra de Gardner. Representa a soldados afroamericanos reuniendo restos humanos en el campo de batalla de Cold Harbor, casi un año después de la batalla. Esta fotografía es notable por ser una de las relativamente pocas imágenes que representan el papel de los soldados negros en la guerra.
John Reekie era un oficial de la Sociedad Saint Andrews, una organización de ayuda escocesa en Washington D. C., al igual que Alexander, James Gardner y David Knox.  Reekie murió el 6 de abril de 1885 de neumonía y fue enterrado en el cementerio de Glenwood (Washington D. C.).

### David B. Woodbury

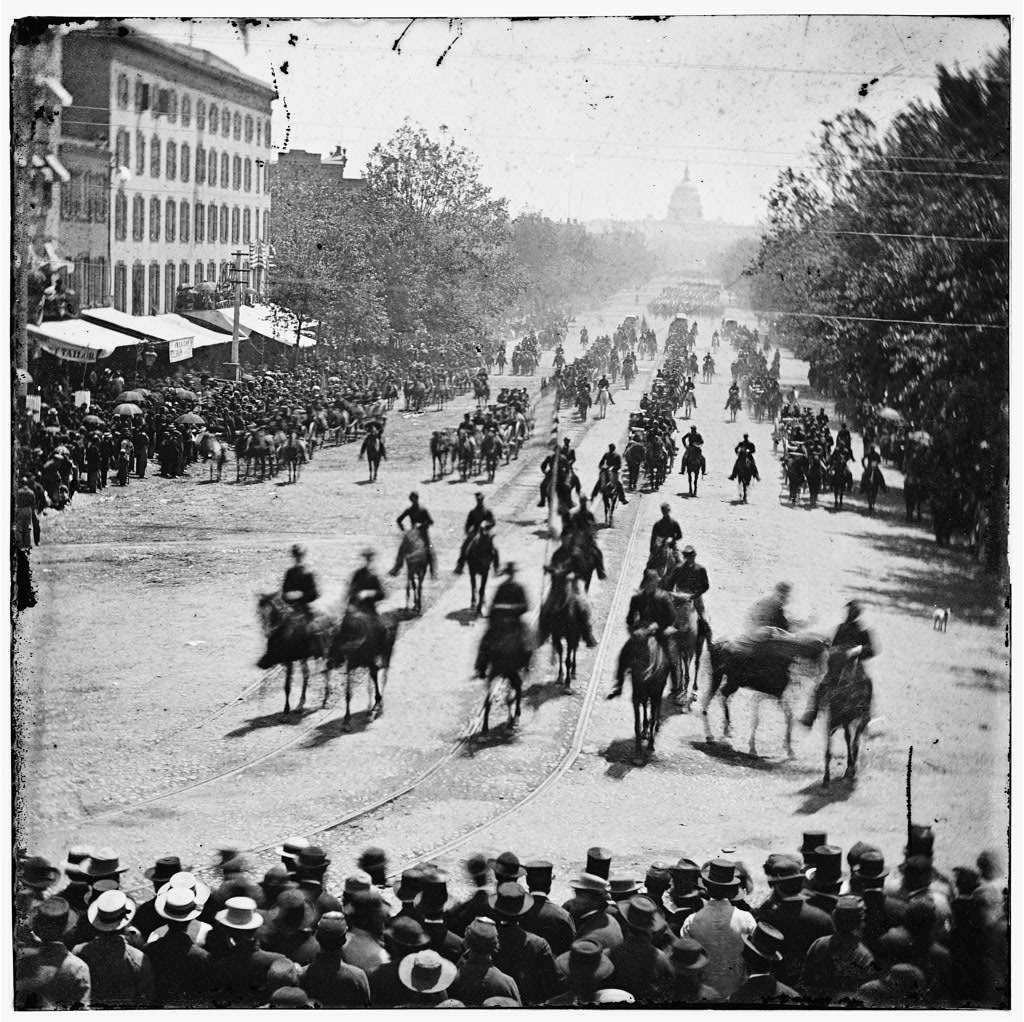
Ejército de la Unión. Pensilvania Avenue Washington D. C., mayo de 1865.

David B. Woodbury, (1839–1866) fue posiblemente el mejor de los artistas que se quedaron con Brady durante la guerra. En marzo de 1862, Mathew Brady envió a Woodbury y Edward Whitney a fotografiar el primer campo de batalla de Bull Run, y en mayo, las vistas de la Campaña de la Península. En julio de 1863, Woodbury y Anthony Berger fotografiaron el campo de batalla de Gettysburg para Brady, y regresaron el 19 de noviembre para tomar «fotos de la multitud y el desfile» (carta del 23 de noviembre de 1863 a su hermana Eliza). En el verano de 1864, Woodbury fotografió al Comando del Cuartel General de Ulysses S. Grant para Brady, quien había reemplazado a Alexander Gardner como fotógrafo oficial.
El 24 de abril, Woodbury ayudó a JF Coonley en los escalones del Departamento del Tesoro de los Estados Unidos, con el propósito de fotografiar el «Gran desfile del ejército», «las placas están expuestas con un obturador de caída, siendo esta la cosa más cercana a una exposición instantánea con una placa húmeda».
David B. Woodbury murió el 30 de diciembre de 1866 en Gibraltar, donde había viajado, en busca de un clima más suave debido a la disminución de la salud causada por la tuberculosis.

### David Knox

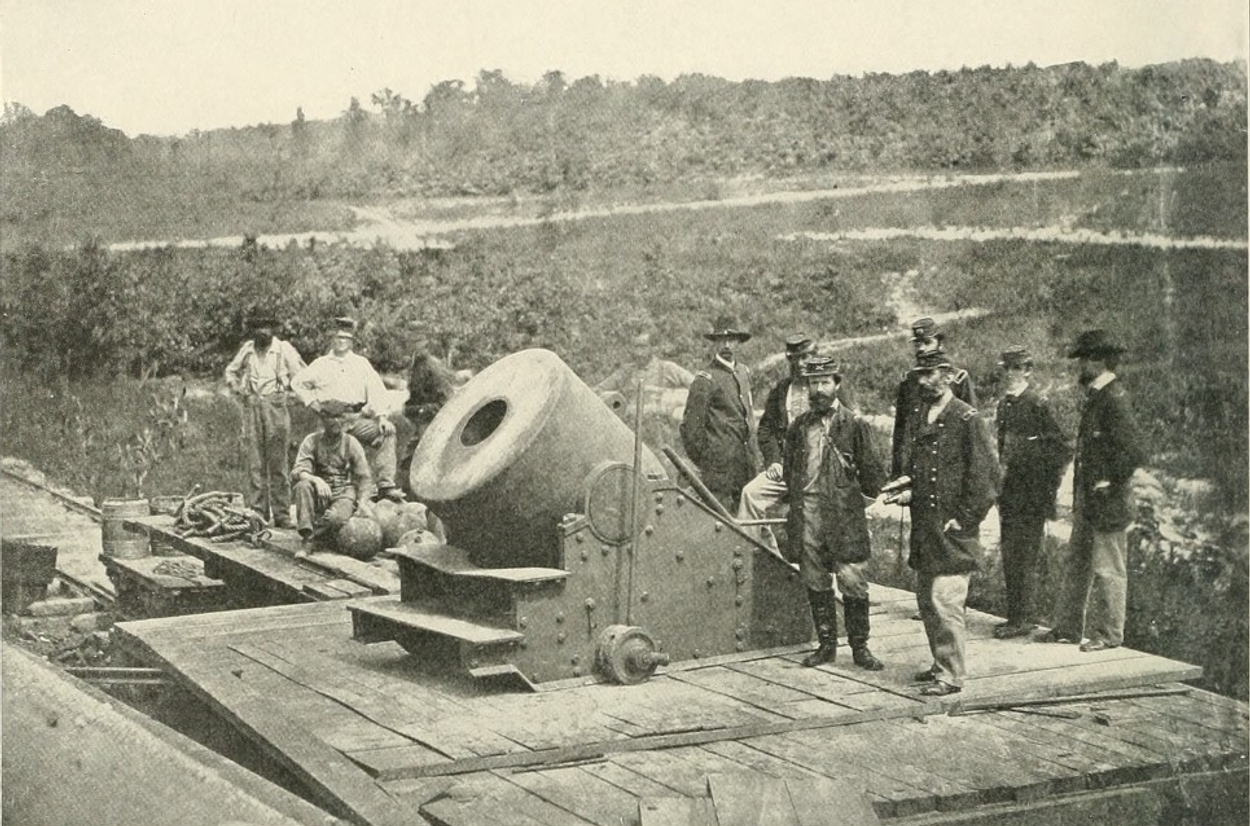
«Mortero Dictador de 13 pulgadas, frente a Petersburg, Virginia» fotografía realizada por David Knox.

David Knox (1821-1895) nació en Renfrew, Escocia. En 1849, con su esposa Jane, su hermano mayor John y la esposa de John, Elizabeth, el maquinista Knox emigró a Estados Unidos, y tuvo un trabajo de maquinista en New Haven, Connecticut. Knox se convirtió en ciudadano naturalizado el 22 de marzo de 1855, cinco años después de las trágicas muertes de Jane, de 28 años, y su hijo David, de 7 semanas de edad. En 1856, David se mudó a Springfield (Illinois), con un trabajo como maquinista para el Great Western Railroad. Su casa estaba una travesía de la residencia de Abraham Lincoln. Poco después, Knox trasladó a su familia a Washington D. C.. La primera referencia a Knox que trabajó en el estudio Mathew Brady es un telegrama del 21 de septiembre de 1862 enviado desde el campo de batalla de Antietam por Alexander Gardner, dirigido a "David Knox Brady Gallery", Washington. Knox probablemente fue enseñado allí por Gardner en el uso de una cámara de gran formato. Los historiadores no saben exactamente cuándo Knox dejó a Brady para unirse a la nueva firma competidora de Alexander Gardner. Las devoluciones para el borrador de registro de junio-julio de 1863 muestran a Knox como un fotógrafo de 42 años, muy cerca de la galería de Gardner. Cuatro de los negativos de Knox en tiempos de guerra se incluyeron en el Cuaderno de bocetos fotográficos de la guerra de Gardner.
Probablemente sea más conocido por su placa icónica, «Mortero Dictador de 13 pulgadas, frente a Petersburg, Virginia». Al igual que sus colegas John Reekie y los hermanos Gardner, Knox era un oficial de la Sociedad de San Andrés de Washington D. C., una organización de ayuda escocesa. Del 7 al 10 de mayo de 1868, el Cuervo, el norte de Cheyenne y el norte de Arapaho firmaron tratados en Fort Laramie. Territorio de Dakota del Norte que fue atestiguado por «Alex. Gardner» y «David Knox» estableciendo que Knox estaba comprometido allí en la toma de fotografías con Gardner. En 1870, David Knox y su esposa Marion se mudaron a Omaha, Nebraska, donde aparentemente había terminado con la fotografía para buscar un empleo regular como maquinista. Se convirtió en jefe de los talleres de maquinistas de Union Pacific Railroad.  David falleció el 24 de noviembre de 1895 y está enterrado con Marion en Forest Lawn Memorial Park, en Omaha, Nebraska.

### William R. Pywell

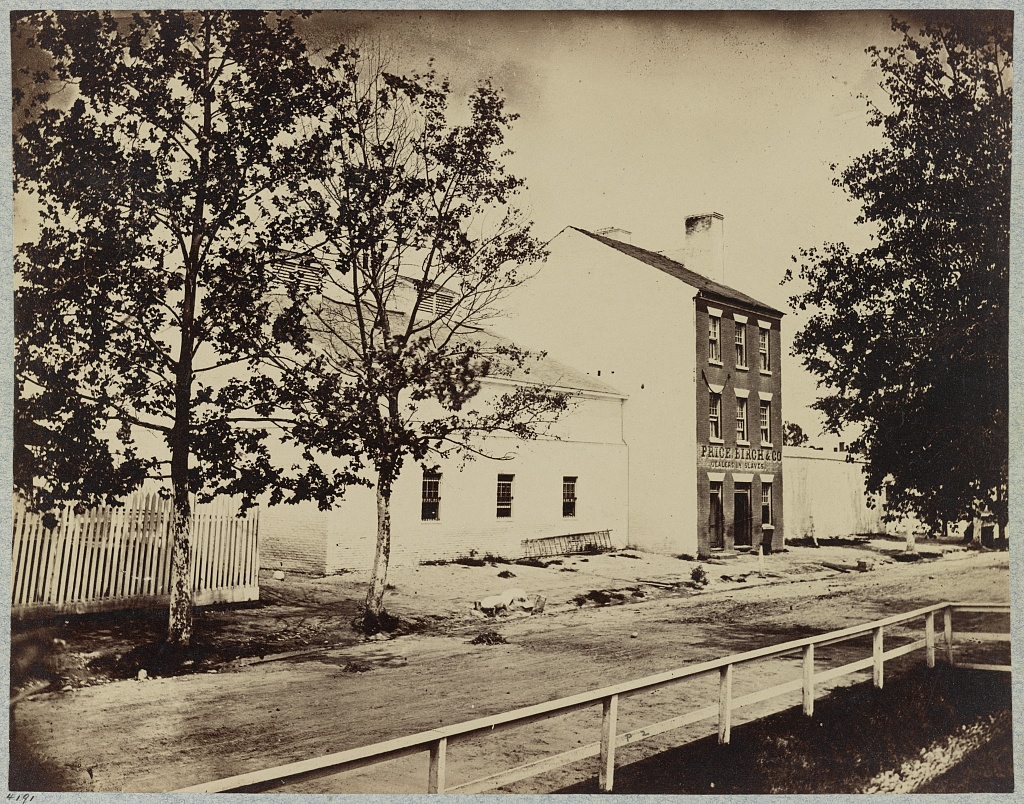
Edificios de Price, Birch & Co. 1315 Duke Street, Alexandria (Virginia), solían tener esclavos en espera de subasta - William Pywell, 1862.

William Redish Pywell (1843–1887) trabajó para Mathew Brady y Alexander Gardner. Las fotografías de Pywell son una parte importante e integral del registro fotográfico histórico de la guerra civil americana.
Tres negativos finos se acreditan a Pywell en el Libro de dibujos fotográficos de la guerra de Gardner. Pywell estaba ocupado tanto en el Western Theatre como en el Este, pero probablemente es mejor recordado por sus primeras fotografías de esclavos de Alexandria (Virginia). Entre septiembre y octubre de 1867, Pywell ayudó a Alexander Gardner durante la «Kansas Pacific Railway Survey» en el paralelo 39, desde Wyandotte, Kansas hasta Fort Wallace, en el oeste de Kansas. El resultado sería el álbum de tamaño folio: Across the Continent, en Union Pacific Railway, Eastern Division .
Seis años más tarde, fue el fotógrafo oficial de la Expedición de Yellowstone en 1873 para inspeccionar una ruta para el Ferrocarril del Pacífico Norte a lo largo del río Yellowstone, bajo el mando comandante coronel David S. Stanley, con el teniente coronel George A. Custer como segundo al mando.

### William F. Browne

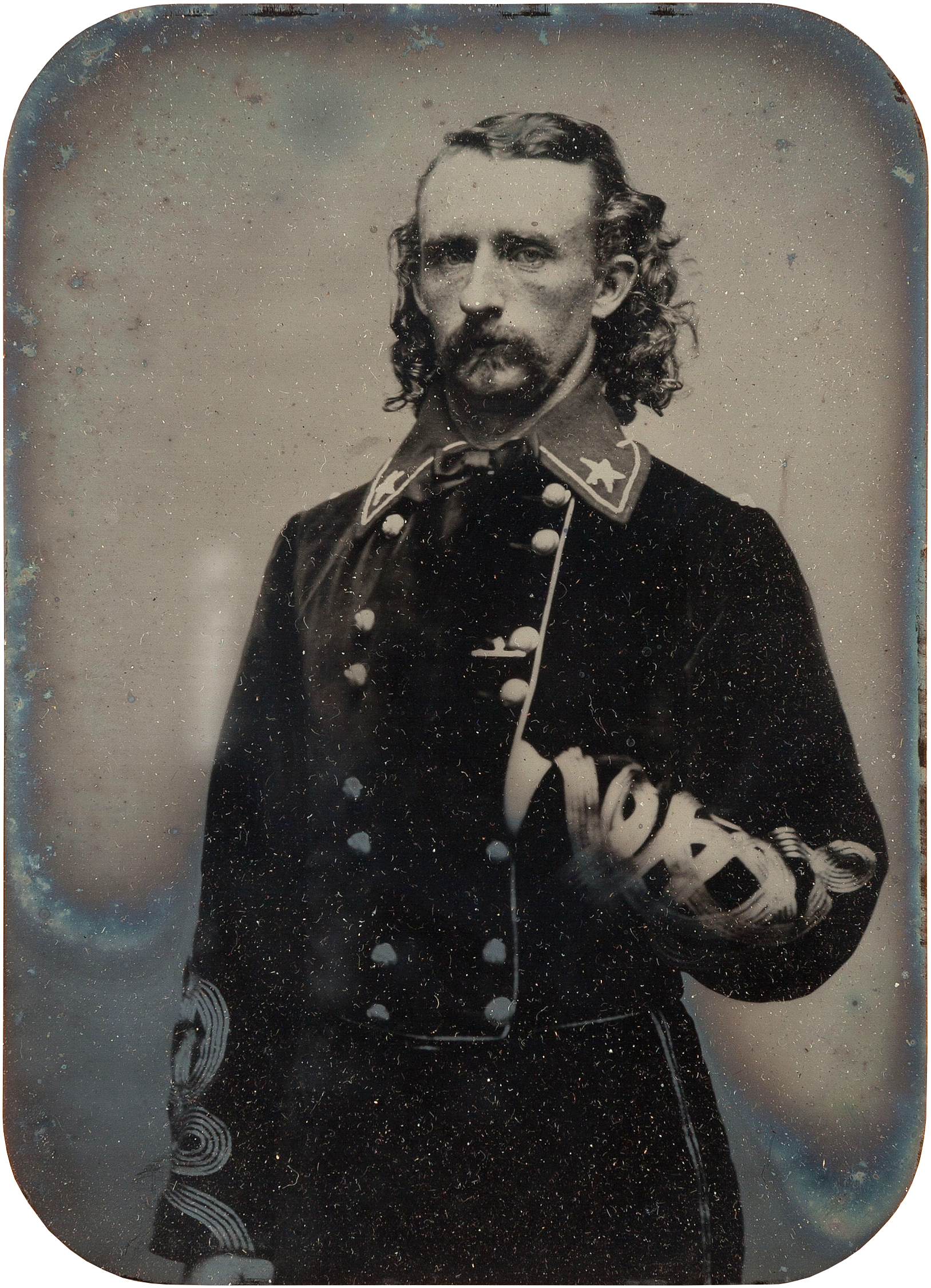
George Armstrong Custer en una foto de William F. Browne de 1863.

William Frank Browne(? -1867) nació en Northfield (Vermont). Al comienzo de la guerra, Browne se alistó en la Compañía C de la 15.ª Infantería de Vermont en Berlín. Después del final de sus dos años de alistamiento, Brown comenzó a trabajar como fotógrafo freelance para la 5.ª Caballería de Míchigan, parte de la brigada de Míchigan de George Armstrong Custer. Browne pasó el invierno con ellos en su campamento en Stevensburg, Virginia, mientras tomaba algunas de las primeras fotografías del general de brigada Custer. En 1864–1865 Browne comenzó a hacer un trabajo por contrato para Alexander Gardner. En mayo de 1865, el mayor general Henry H. Abbot asignó a Browne para fotografiar las baterías de agua del río James en Richmond (Virginia), y así «preservar un inestimable registro de su maravillosa integridad». Después de la guerra, Gardner publicó 120 de los negativos de Browne como "View of Confederate Water Batteries on the James River. Browne regresó a su natal Northfield (Vermont), donde murió de tuberculosis en 1867.

### Isaac Griffith y Charles J. Tyson

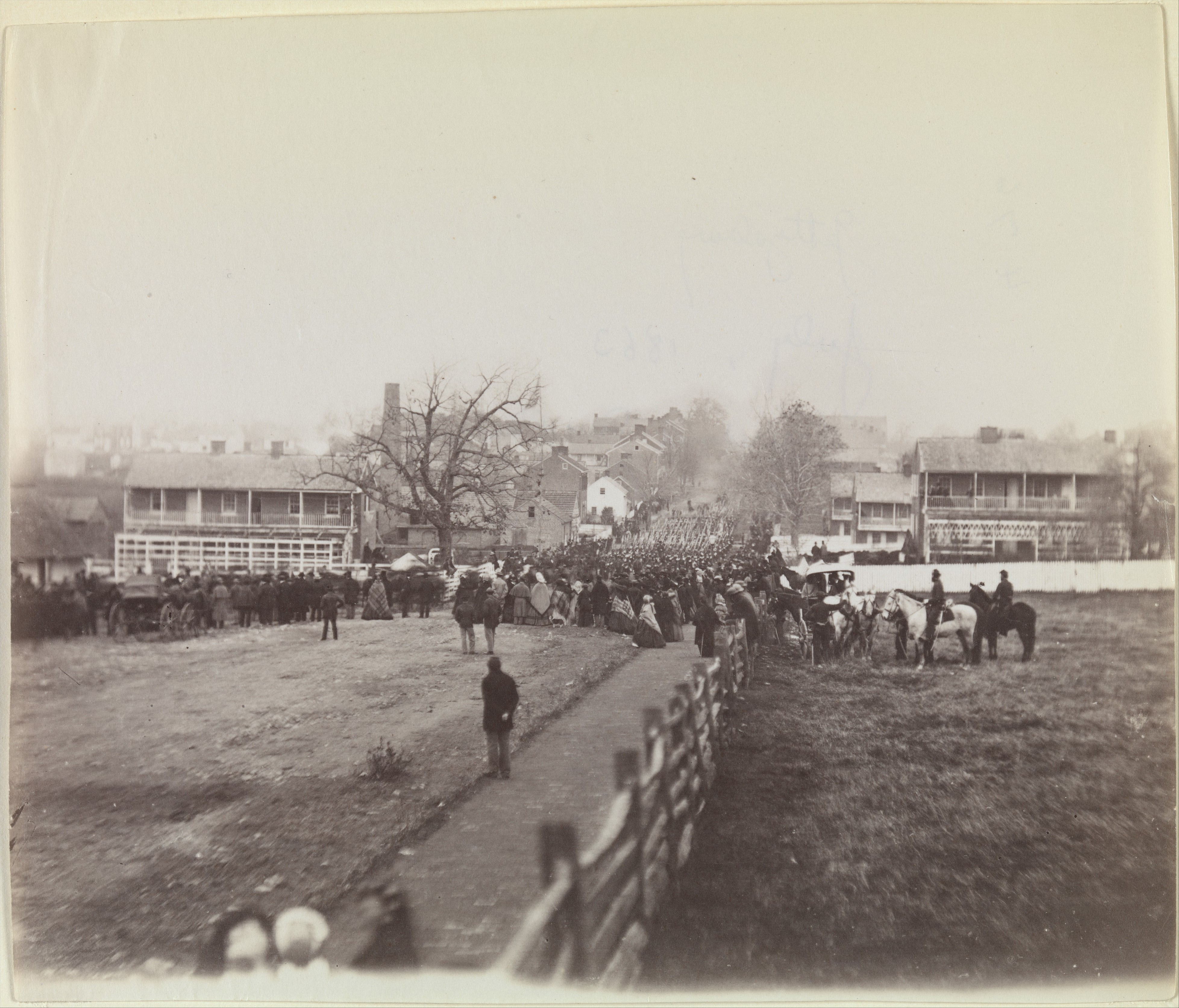
Militares y civiles juntos para la Dedicatoria del «Cementerio Nacional de los Soldados» en Gettysburg (Pensilvania).

Isaac Griffith (1833–1913), y Charles John Tyson (1838–1906). Eran residentes de Gettysburg (Pensilvania), en julio de 1863, sin embargo, la «Galería Fotográfica Excelsior de Tyson» de Tyson todavía no estaba debidamente equipada para tomar fotografías en el campo, para las cuales no había ninguna demanda en ese momento. 
Los Tysons salieron de la ciudad, al igual que la mayoría de los residentes, antes del bombardeo y la ocupación rebelde el 1 de julio. Trabajando a raíz de las visitas de julio en el campo de batalla para Alexander Gardner y Mathew Brady, los hermanos Tyson, consiguieron estar completamente equipados, para tomar vistas en el campo, en diciembre ofrecían sus «Vistas fotográficas del campo de batalla de Gettysburg». 
Luego, el 19 de noviembre de 1863, los hermanos realizaron una serie de imágenes históricas de la ceremonia en la Dedicatoria del «Cementerio Nacional de los Soldados», —hoy en día , el cementerio nacional de Gettysburg—, uno de ellos capturó al presidente Abraham Lincoln a caballo, que acababa de llegar de dar su discurso de Gettysburg. Un aprendiz de los Tysons, se hizo cargo de la galería Tyson en 1868.

### George Stacy

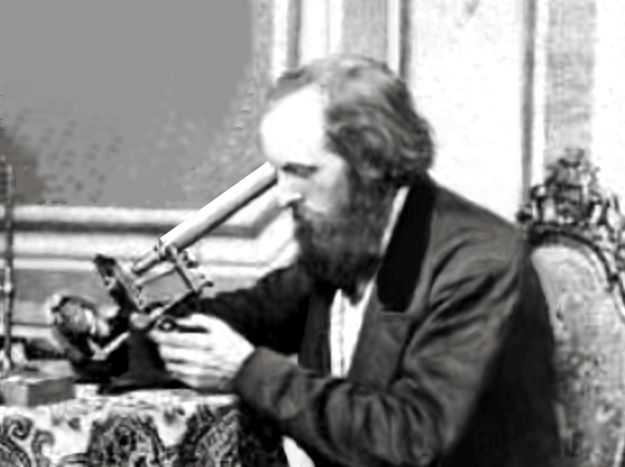
Una foto de George Stacy en 1864.

George Stacy (1831-1897), fue un fotógrafo de la Guerra Civil, y más tarde un prolífico editor de estereovistas, no necesariamente suyas propias. La primera referencia a que George Stacy es fotógrafo puede estar en Nuevo Brunswick, Canadá. Un fotógrafo con ese nombre fue puesto en un periódico de Federicton con fecha del 7 de julio de 1857. El anuncio decía: «Algo nuevo se acaba de recibir en la sala Ambrotype de Stacy» y publicitó estereoscopios y otros equipos fotográficos. George Stacy tenía una tienda en 691 Broadway en la ciudad de Nueva York, desde 1861 hasta 1865. Sus primeros estereotipos confirmados son una serie de la visita del Príncipe de Gales Eduardo VII del Reino Unido, en Portland (Maine) el 20 de octubre de 1860, y en junio de 1861, grabó su renombrada serie Fort Monroe, donde su futuro cuñado, Colin Van Gelder Forbes, servía con Zuavos de Duryee de la «5ª infantería voluntaria de Nueva York» en ese momento. Un censo de la industria muestra que Stacy todavía estaba vendiendo estereovistas en 1870. Sin embargo, también figura como granjero en el censo de 1880, mientras vivía en Paterson (Nueva Jersey).  Es probable que la fotografía fuera su actividad de invierno, mientras que la agricultura la hiciera durante los meses más cálidos.

### Frederick Gutekunst

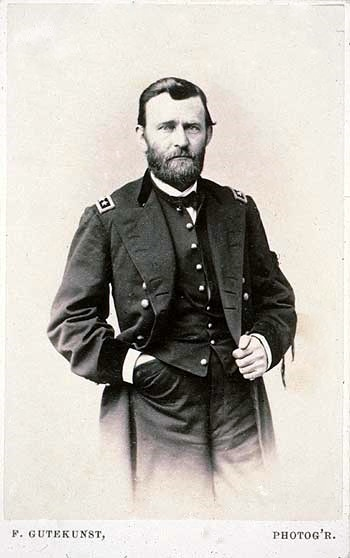
Un retrato de Ulysses S. Grant en 1865, por Frederick Gutekunst.

Frederick Gutekunst (1831–1917) fotógrafo de Pensilvania de origen alemán, Gutekunst abrió dos estudios en Filadelfia en 1856. El 9 de julio, seis días después de la batalla de Gettysburg, produjo una serie de siete grandes placas de exquisita calidad, incluida la primera imagen del héroe local, John L. Burns.
Un elegante retrato del general Ulysses S. Grant despertó el interés nacional y distinguió todavía más al «Decano de los fotógrafos estadounidenses» de sus contemporáneos. Para 1893, llevaba casi cuarenta años en el negocio y residía en el exclusivo barrio de Germantown. Gutekunst sufrió la enfermedad de Bright, que pudo haber precipitado una caída por unas escaleras ocho semanas antes de su muerte.

### E. T. Whitney
Edward Tompkins Whitney (1820–1893). En 1844, Whitney, nacido en la ciudad de Nueva York, dejó el negocio de la joyería para aprender el proceso de daguerrotipo de Matrin M. Lawrence, antes de mudarse a Rochester (Nueva York) en 1846, como operadora en el estudio de Thomas Mercer. En 1850, JW Black de Boston instruyó a Whitney en el «nuevo arte» de la fotografía de colodión de placa húmeda. Whitney abrió su propia «Skylight Gallery» en Rochester en 1851, e hizo viajes regulares a los estudios, de la ciudad de Nueva York, de Mathew Brady y Jeremiah Gurney para estudiar las últimas mejoras en fotografía.

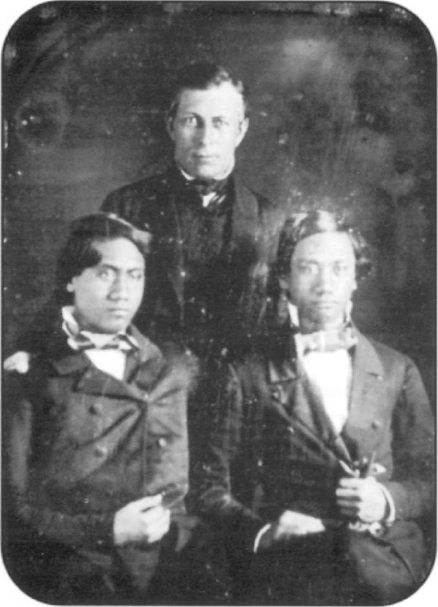
El dr. Judd y los príncipes hawaianos, fotografía de Edward T. Whitney hacia el 1850.

En 1859, después de recuperarse de los efectos nocivos del envenenamiento por cianuro, Whitney vendió su negocio de Rochester y se mudó a la ciudad de Nueva York, abriendo una galería en Broadway con Andrew W. Paradise, la «mano derecha» de Mathew Brady. Sin embargo, durante el invierno de 1861–1862, Brady le encargaría a Whitney tomar «vistas de las fortificaciones alrededor de Washington y lugares de interés para el gobierno». Estos incluirían escenas en Arlington, Falls Church y Alexandria, y sus alrededores. En marzo de 1862, Brady envió nuevamente a Whitney junto a su operador David Woodbury, a tomar fotografías en el campo de batalla de Bull Run. Whitney también cuenta que tomó vistas en Yorktown, Williamsburg, la Casa Blanca, Gaines Mill, Westover y Berkeley Landings durante la Campaña de la Península de McClellan. en un número inusualmente grande de fotografías desde 1861 hasta 1863, y aunque no hay duda de que Whitney tomó fotografías para Brady, desgraciadamente, no hay vistas en tiempos de guerra específicamente atribuidas a él. El último autorretrato documentado de Whitney del 27 de marzo de 1863, tiempo durante el cual documentó a la Delegación de Indios de los Llanos del Sur, albergados dentro del conservatorio bien iluminado de la Casa Blanca. Además de los puntos de vista de la posguerra de Anthony con las atribuciones de la etiqueta de atrás a Whitney & Paradise, Whitney también aparece como un colaborador con Beckwith en Norwalk (Connecticut), de 1865 a 1871, y luego en solitario también en Norwalk de 1873 a 1880. Finalmente, puede ser situado en Wilton (Connecticut), de 1879 a 1886.

### Jeremiah Gurney

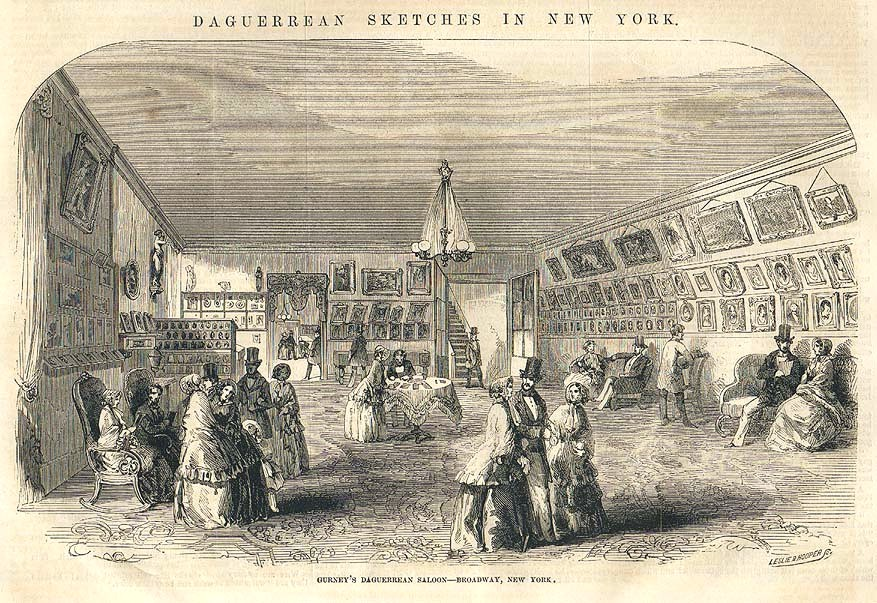
Daguerreian Saloon de Gurney en 349 Broadway, NYC

Jeremiah Gurney (1812–1895) nació en Coeymans, Nueva York.  Fue un joyero en Saratoga (Nueva York), Nueva York, y se convirtió en uno de los primeros, si no el primer estudiante en Estados Unidos en aprender el «nuevo arte» de la fotografía daguerreiana. Samuel FB Morse le enseñó el proceso a Gurney en 1839, quien le explicó que «lo que tendrá que tener en cuenta es el desembolso inicial ... Y, por supuesto, mis honorarios». Se pensaba que la tarifa era de cincuenta dólares. Gurney no fue incluido en los directorios de la ciudad de Nueva York hasta 1843, cuando aparece como un daguerre en el número 189 de Broadway. En la década de 1850, la «Galería Daguerreian de Gurney» ofrecía impresiones de daguerrotipo de mamut a partir de placas de tamaño doble. En 1852, se tomó un tiempo para recuperarse de una enfermedad común del comercio de daguerreniano, el envenenamiento por vapor de mercurio.
En 1857, Gurney fue incluido en el Directorio de la ciudad de Nueva York en el número 359 de Broadway, en asociación con CD Fredericks. En 1860, fue catalogado como un «fotografista» en el 707 Broadway, en el negocio como "J. Gurney and Son". Gurney y su hijo Benjamin avanzaron en la fotografía de papel con el uso del proceso "Chrystalotype". Jeremiah Gurney es conocido por haber tomado una fotografía de Abraham Lincoln en ataúd abierto el 24 de abril de 1865, mientras se encontraba en el City Hall (Nueva York). El episodio causó mucha angustia a Mary Todd Lincoln, quien había prohibido tomar fotografías del cadáver de su esposo. El secretario de Guerra Edwin M. Stanton estaba furioso y logró confiscar todas las impresiones y negativos existentes, menos uno —guardada por el secretario de Lincoln, John Hay, fue redescubierta en 1952 en la Biblioteca Histórica del Estado de Illinois por Ronald Rietveld, de 14 años—. En 1874 la asociación de Gurney con su hijo se disolvió. En sus memorias, Gurney declaró que en 1895, a los 83 años de edad, «actualmente estoy semirretirado de la industria de las artes fotográficas, viviendo aquí en Coxsackie (Nueva York) con mi hija Martha».  Jeremiah Gurney falleció ese mismo año.

### GO Brown

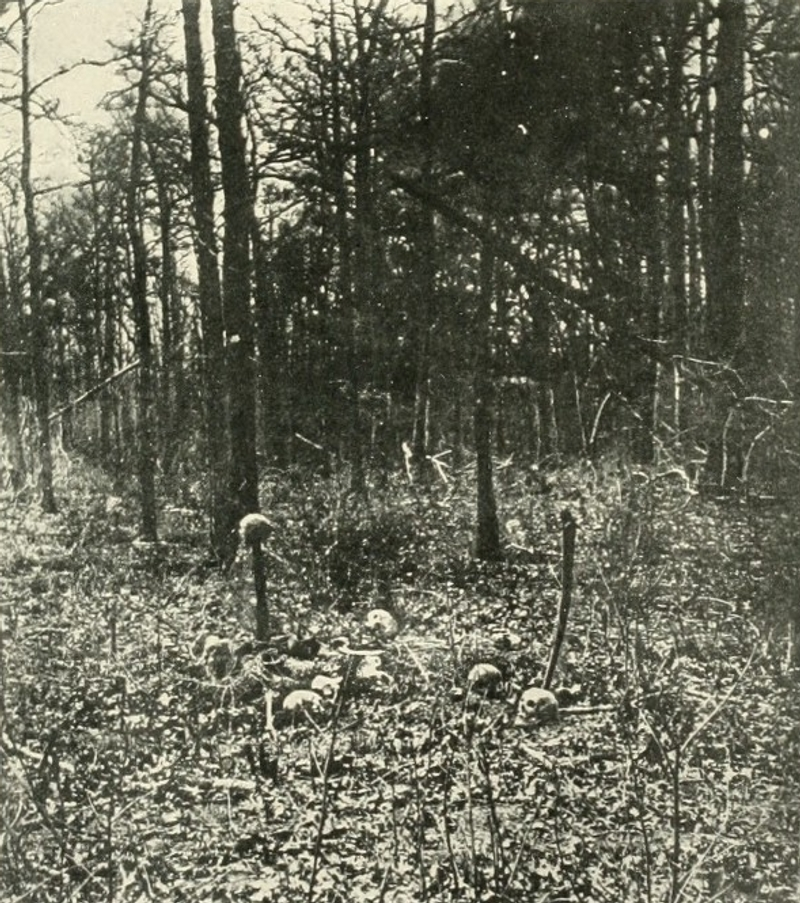
Restos de soldados sobre el campo de la batalla de la espesura.

George Oscar Brown, activo desde 1860 hasta 1889, se conserva una información muy escasa; sin embargo, se sabe que en abril de 1866, bajo la dirección del Dr. Reed Bonteceau, en ese momento único administrador del "Museo Médico del Ejército" de Washington , fue contratado como asistente del operador por el fotógrafo de la institución William Bell. La tarea que se le encomendó era documentar especímenes médicos (huesos, cráneos, etc.) aún presentes en los campos de la Batalla de la espesura y la Casa de la Corte de Spotsylvania.
Aunque era un nuevo rostro en la fotografía, hizo un trabajo respetable al producir toda una serie de estereografías que ayudaron en gran medida a la comprensión retrospectiva de esas sangrientas batallas. En el censo de los Estados Unidos de 1870, fue catalogado como uno de los oficiales fotográficos del «Museo Médico» y luego tuvo la tarea de instruir a otros estudiantes en el uso del proceso de impresión de porcelana recientemente patentado por Egebert Guy Fowx.
En 1872 fue elegido secretario de la «Maryland Photographic Association». A partir del año siguiente las huellas se pierden por completo.

### Haas & Peale

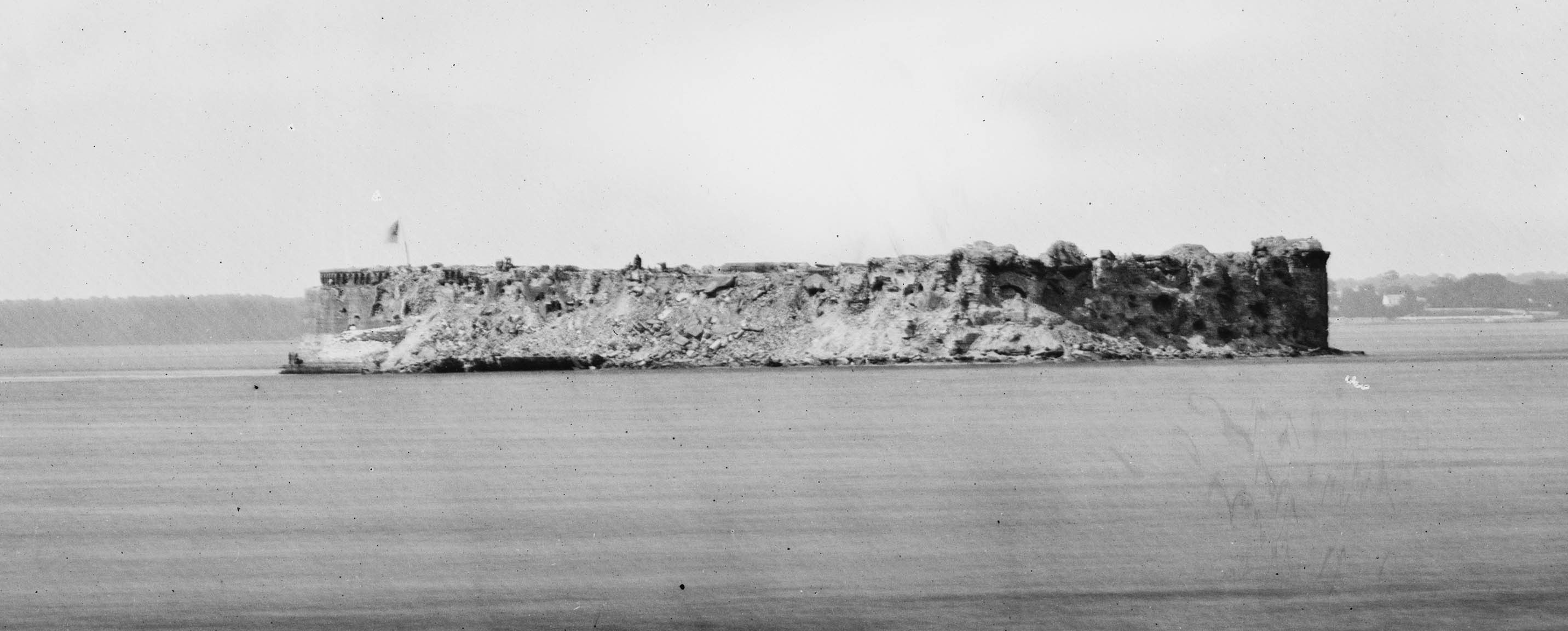
Fort Sumter,reducido a un montón de escombros,fotografiado por Haas & Peale across en un frente activo —obsérvese la bandera Confederada que ondea sobre el parapeto—, poco después de las evacuaciones de las baterías Greg y Wagner el 7 de septiembre de 1863.

Philip Haas (1808-1871) y Washington Peale (1825–1868), aunque poco se sabe de la historia personal de Haas, casi nada se sabe sobre Peale. En 1839–1840, Haas, un litógrafo radicado en Washington D. C., trató de aprender el nuevo arte del daguerrotipo. Para 1852, Haas, de cuarenta y cuatro años de edad, era un excelente fotógrafo, con un estudio en la ciudad de Nueva York «cerca de la esquina de White Street».  El 23 de septiembre de 1861, Haas, de cincuenta y tres años, se alistó con el regimiento 1.º de Ingenieros de Nueva York, alegando que tenía cuarenta y tres. Haas fue contratado el 17 de enero de 1862 como segundo Teniente en la Compañía A. En 1863, los ingenieros estaban en Carolina del Sur, y el Segundo Teniente Haas recibió fotografías de las operaciones de asedio del general Quincy Gilmore en la isla Morris. En ese momento se había asociado con el fotógrafo del ejército, Washington Peale, hijo del artista de Filadelfia, James Peale Jr. Se le atribuye a la pareja docenas de fotografías de las actividades del Ejército de la Unión en Carolina del Sur durante la Guerra Civil, incluida  Folly Island, Fort Sumter, Charleston Harbor, Lighthouse Inlet y Morris Island.
Haas renunció a su comisión por mala salud el 25 de mayo de 1863, pero continuó tomando fotografías para el Departamento de Guerra. Después de 1863, el rastro de su vida se va esfumando. Philip Haas murió el 17 de agosto de 1871 en Chicago, Illinois, y está enterrado en el cementerio judío de Graceland.
De particular importancia histórica es el «campo no identificado» de la pareja, reconocido en el año 2000 por Carolina del Sur, el autor Jack Thompson está entre las primeras fotografías del mundo del combate real. Representa a los guardabosques de clase monitor y al USS New Ironsides en acción en Morris Island, Carolina del Sur. Se sugirió una fecha para la foto del 8 de septiembre de 1863, sin embargo, durante esa acción, la fragata de 17 cañones se enfrentó en Fort Moultrie a corta distancia y fuera de la vista de los campos federales que estaban a 4 millas de distancia. De hecho, fue el fotógrafo sureño George S. Cook, quien estaba tomando fotografías de acción de combate desde el parapeto de Fort Sumter el 8 de septiembre, mientras que él mismo estaba siendo bombardeado por el monitor "Weehawken", que estaba fuera de Cummings Point. Una oportunidad más plausible para que Haas y Peale hayan capturado al USS New Ironsidesen en acción habría sido el período extendido del 5 al 6 de septiembre, cuando durante 36 horas seguidas los guardabosques se conectaron a las baterías Wagner y Gregg (foto superior), antes de las evacuaciones de los rebeldes el 7 de septiembre.

### John Carbutt

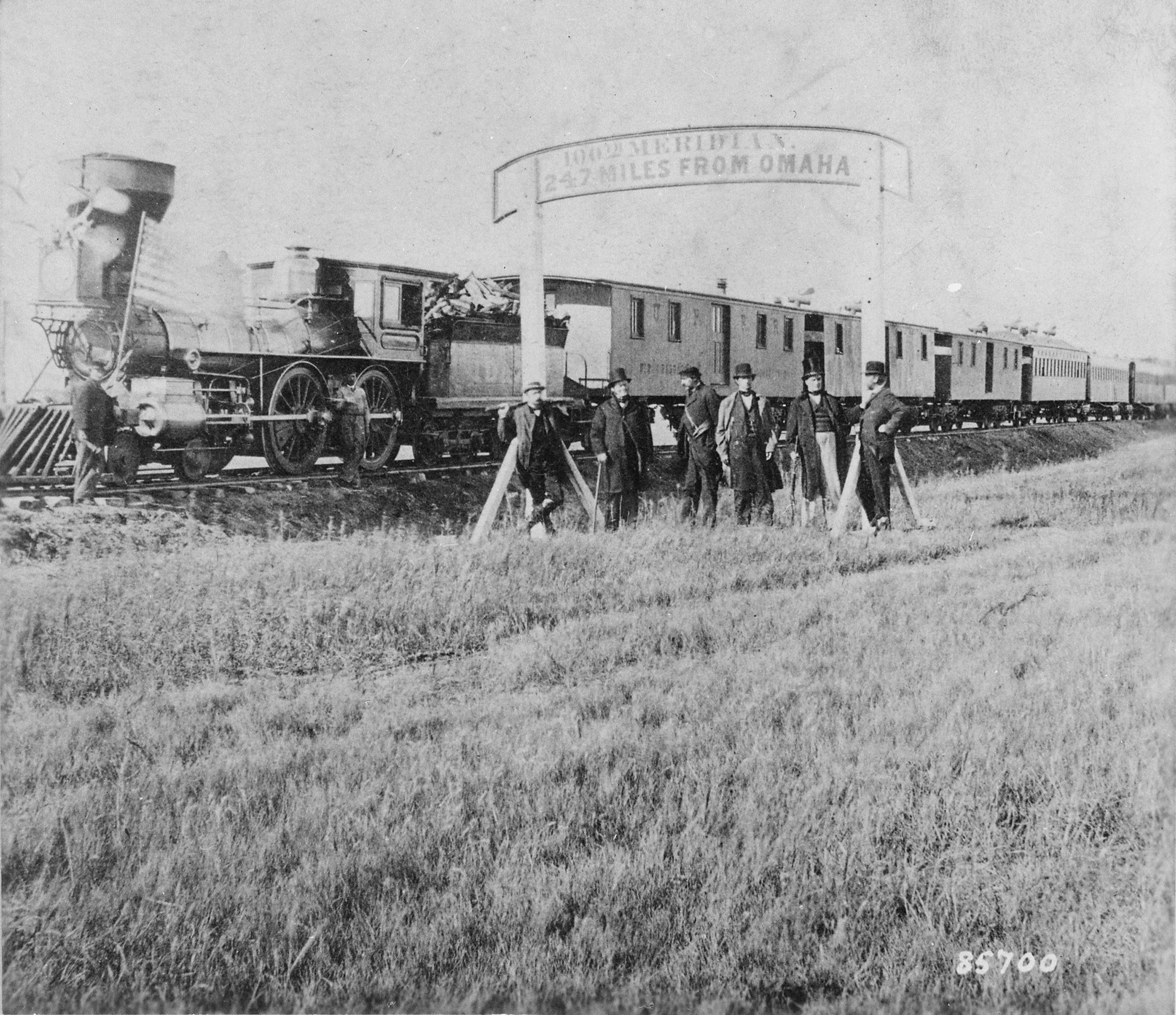
Un tren de Union Pacific.

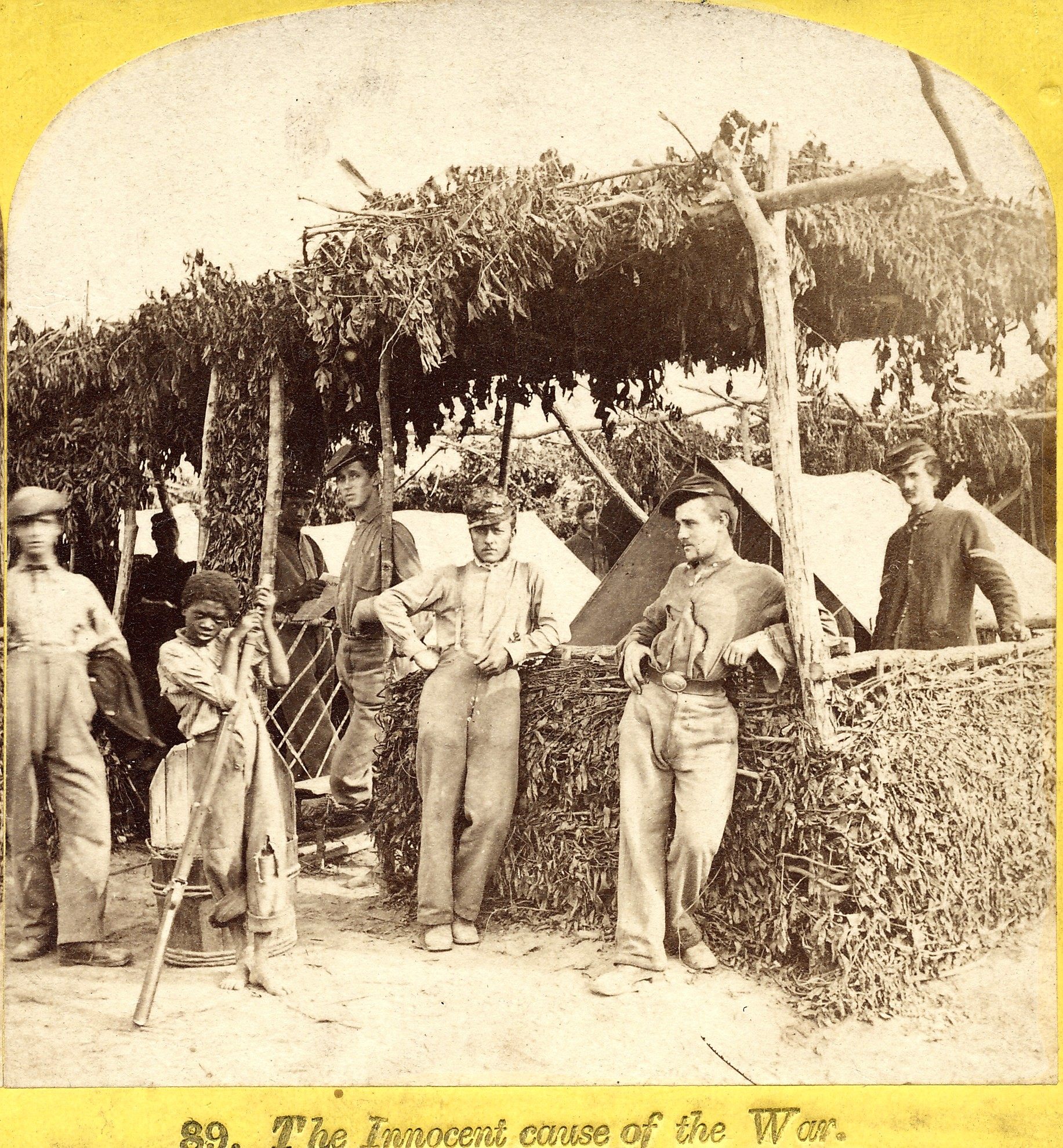
134 Regimiento de Illinois, por Carbutt, 1864

John Carbutt (1832–1905) nació en Sheffield, Inglaterra. Su primera parada en el Nuevo Mundo fue Canadá. El directorio de la ciudad de Chicago, Illinois de 1861 es el primero en llevar su nombre en los Estados Unidos. Durante la década de 1860 en Chicago, Carbutt fue un prolífico productor de estereovistas de Chicago, Upper Mississippi y el «Gran Oeste». Las imágenes occidentales incluyeron la construcción del ferrocarril Union Pacific y los retratos de indios. Carbutt puede ser mejor reconocido por sus importantes contribuciones al avance de los procesos fotográficos en el siglo XIX y principios del siglo XX. Fue uno de los primeros fotógrafos en experimentar con luz de magnesio (enero de 1865), experimentó con placas secas desde 1864 y comenzó a producir placas secas comerciales en 1879. 
Carbutt y el Arthur W. Goodspeed produjeron las primeras fotografías de rayos X en febrero de 1896. Por lo tanto, no es de extrañar que su biógrafo William Brey apenas mencione sus fotografías de la Guerra Civil. La salida más grande conocida de las fotografías de la Guerra Civil por Carbutt son aproximadamente 40 estereoistas del 134 regimiento de Infantería de Illinois acampada en Columbus (Kentucky). La 134 era una unidad de 100 días que estuvo en Columbus desde junio de 1864 hasta octubre de 1864. 
El tren funerario de Lincoln fue fotografiado por Carbutt cuando pasaba por Chicago el 1 de mayo de 1865 y siguió al tren hasta Springfield (Illinois), donde obtuvo fotografías de la casa de Lincoln. La última de las grandes ferias sanitarias se celebró en Chicago en junio de 1865 y Carbutt estuvo allí para fotografiar el interior y el exterior de la segunda Feria de Soldados del Noroeste . Las casas de los soldados de Illinois en Chicago y Cairo (Illinois), requerían fondos continuos, y la feria también ayudó a cubrir otros gastos de la Comisión Sanitaria del Noroeste.

### Hermanos Bierstadt

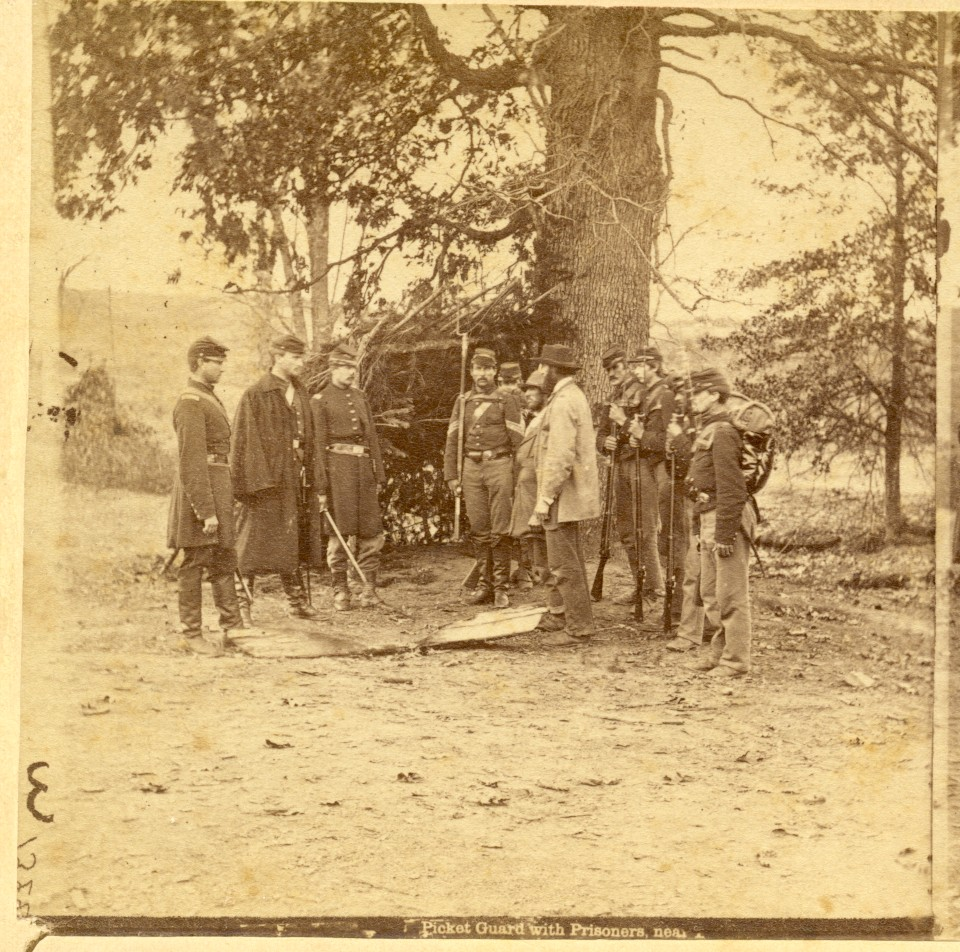
7.ª guardia del piquete del Regimiento de Nueva York con prisioneros, cerca de Lewinsville en Virginia por Edward Bierstadt, 1862.

Los hermanos Bierstadt estaban formados por Edward (1824–1906), Charles (1828–1903) y Albert Bierstadt (1830–1902), que emigraron con sus padres a New Bedford, Massachusetts en 1831 desde Solingen, Alemania. Los hermanos Bierstadt abrieron una galería fotográfica en New Bedford donde trabajaron desde 1859 hasta aproximadamente 1867. Albert parece haber sido la fuerza impulsora detrás de las imágenes de la Guerra Civil de los hermanos. Él y su amigo Emanuel Leutze obtuvieron pases en octubre de 1861 del general Winfield Scott para viajar, fotografiar y dibujar a lo largo del río Potomac en las afueras de Washington D. C.. Tomaron 19 fotografías estereoscópicas de Washington D. C. y sus defensas cercanas. Las fotografías de las defensas mostraron piquetes de la Unión cerca de Lewinsville, Virginia, y escenas en Camp Griffin, que estaba cerca de Lewinsville. Las tropas fotografiadas incluyen al 43.er Regimiento de Voluntarios de Nueva York y el 49.º Regimiento de Voluntarios de Pensilvania. Estas imágenes fueron publicadas por los Hermanos Bierstadt en New Bedford, Massachusetts. 
Edward dirigió un estudio temporal en Langley, cerca del 43° alojamiento de Nueva York en Camp Griffin. Allí se unió a otros fotógrafos, incluido George Houghton, quien tomó algunas fotografías icónicas de la Brigada de Vermont en el norte de Virginia. Washington D. C. no fue la única incursión de los hermanos en la fotografía de la Guerra Civil. Publicaron 8 vistas de la Feria Metropolitana (Sanitaria) que tuvo lugar en la ciudad de Nueva York en abril de 1864. 
Albert Bierstadt tuvo una exposición en la feria sobre la cultura nativa americana. Después de que la asociación se disolvió alrededor de 1867, Albert siguió su carrera como artista pintor y se convirtió en miembro de la escuela del río Hudson. Es conocido por sus pinturas dramáticas del oeste de los Estados Unidos. Edward y Charles continuaron carreras independientes como fotógrafos.

### Henry P. Moore

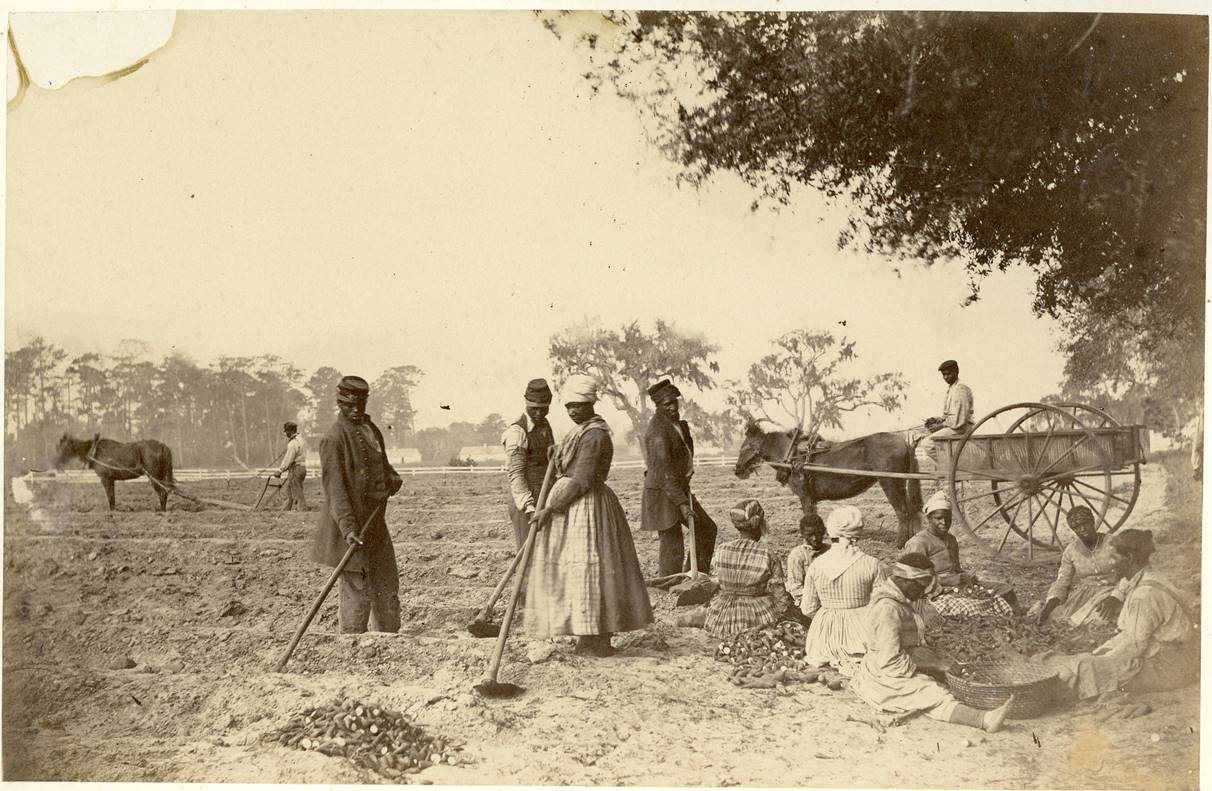
Contrabando sembrando batatas en la plantación de Hopkinson, Isla de Edisto, SC por Henry Moore, 1862

Henry P. Moore (1835–1911) nació en Goffstown (Nuevo Hampshire). Su familia se mudó a Concord cuando Henry tenía siete años. En 1862 Moore era un fotógrafo «bien conocido» en Concord. Su entrada en la fotografía de la Guerra Civil se produjo cuando Moore siguió a los soldados del Tercer Regimiento de New Hampshire a Hilton Head, Carolina del Sur, en febrero de 1862 y permaneció hasta abril o mayo de 1862. Su estudio fotográfico en la isla de Hilton Head Carolina del Sur, comprendía una carpa, en un campo de algodón arenoso. Tomó al menos un viaje más a la misma área que se extendió desde el 22 de abril hasta fines de mayo de 1863. Los negativos de la placa de vidrio que usó midieron 5 x 8 pulgadas. Las impresiones fotográficas se vendieron en su «galería Concord» por un dólar cada una. Moore produjo más de 60 fotografías del sur. Las imágenes incluyen una amplia cobertura del Tercer Regimiento de New Hampshire, pero no se limitan a eso. Fotografió escenas alrededor de Hilton Head, el 6.º Connecticut, el Cuerpo de Señales, la 1.ª de Caballería de Massachusetts, barcos de la marina y marineros. 
Las operaciones militares no fueron su único interés. Escenas de plantaciones y esclavos recién liberados completan su portafolio. Fotografió el procesamiento de algodón y los barrios de esclavos en Hilton Head, la plantación de JE Seabrook en la isla de Edisto y Contrabando cosechando batatas en la plantación de Hopkinson en la isla de Edisto. Moore continuó como fotógrafo en su galería de Concord, después de la guerra. En 1900 se mudó a Búfalo (Nueva York), más cerca de su hija Alice. Murió en 1911 en Búfalo, pero está enterrado en su ciudad natal de Concord.

## Fotógrafos del sur
En los primeros meses de la guerra, los «artistas del sur» documentaron activamente en el campo  de batalla a través de sus imágenes. De hecho, un sureño tomó las primeras fotografías de la guerra dentro de Fort Sumter. Sin embargo, como consecuencia de la guerra y la inflación desenfrenada, la mayoría pronto se cerraron. Desafortunadamente, como las fotografías de guerra fueron consideradas durante mucho tiempo con extrema desaprobación en el Sur después de la rebelión, la mayoría fueron eliminadas. Por otro lado, este no fue el caso de los numerosos retratos familiares de los soldados de la Confederación que vivieron y murieron durante la guerra. Estas fotografías notables se encuentran entre el último registro conocido de quiénes eran y cómo se veían.

### George S. Cook

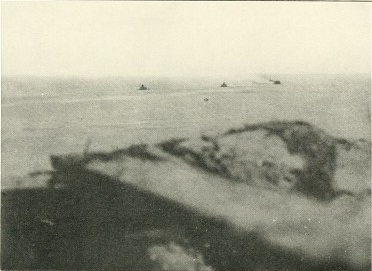
George Cook fue el primer fotógrafo conocido en hacer una fotografía del combate real durante una guerra. Cook tomó la primera imagen de su tipo mientras visitaba Charleston, Carolina del Sur, donde fue testigo de los acorazados de la Unión que dispararon cerca de Fort Sumter en Fort Moultrie el 8 de septiembre de 1863.

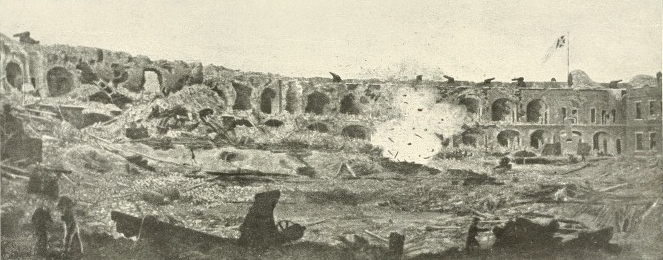
Fotografía de una pintura de John R. Key's basada en tres medios estéreos tomados por George S. Cook dentro de Fort Sumter el 8 de septiembre de 1863 y publicado en The Photographic History of The Civil War.(1911).

El fotógrafo sureño más famoso fue George Smith Cook (1819–1902). Nativo de Stamford (Connecticut), Connecticut, no tuvo éxito en el negocio mercantil, por lo que se mudó a Nueva Orleans y se convirtió en pintor de retratos. Esto demostró ser poco rentable y en 1842 Cook comenzó a trabajar con el nuevo arte del daguerrotipo, estableciéndose en Charleston (Carolina del Sur), donde formó una familia. El estatus de Cook como uno de los fotógrafos más famosos del sur se debió en parte a su visita a Fort Sumter el 8 de febrero de 1861, que resultó en la primera comercialización masiva de tarjeta de visita, una fotografía del comandante del fuerte, el mayor Robert Anderson. Un exitoso negocio de retratos que sobrevivió a la guerra, y la documentación sistemática del bombardeo de la Unión de Charleston y, en particular, Fort Sumter se sumó a la fama de Cook. Luego, el 8 de septiembre de 1863, él y su socio de negocios James Osborn fotografiaron el interior de Fort Sumter y, por suerte, también capturaron el desarrollo de la acción naval en el puerto, las imágenes históricas representan tres monitores acorazados y el USS New Ironsides disparó en Fort Moultrie en defensa del monitor USS Weehawken, que cayó a tierra en Cummings Point. Por razones desconocidas, la visión histórica no se comercializó hasta 1880, cuando finalmente fue ofrecida a la venta por el hijo de Cook, George LaGrange Cook.
Lamentablemente, la extensa colección de Cook, que consiste principalmente en retratos de notables personalidades del sur, se perdió el 17 de febrero de 1865, cuando su estudio en Columbia, Carolina del Sur, fue destruido durante la tormenta eléctrica que envolvió la ciudad. Cook se mudó con su familia a Richmond en 1880, y su hijo mayor, George LaGrange Cook, se hizo cargo del estudio en Charleston. En Richmond, Cook compró los negocios de los fotógrafos que se retiraban o se mudaban de la ciudad. De este modo, acumuló la colección más completa de impresiones y negativos de la antigua capital confederada conocida. Cook permaneció como un fotógrafo activo por el resto de su vida. En 1891, un año antes de la muerte de George, su hijo se unió a su padre y su hermano menor Huestis en Richmond. Después de la muerte de George Jr en 1919, Huestis se hizo cargo del estudio de Richmond.
Nota: La famosa foto de «concha explosiva» atribuida falsamente a Cook es en realidad una pintura del teniente John R. Key, basada en tres medios estéreos tomados por Cook en Fort Sumter el 8 de septiembre de 1863. Los expertos habían pasado por alto el hecho que ninguna cámara de la época era capaz de tomar el gran angular representado.

### Osborn & Durbec

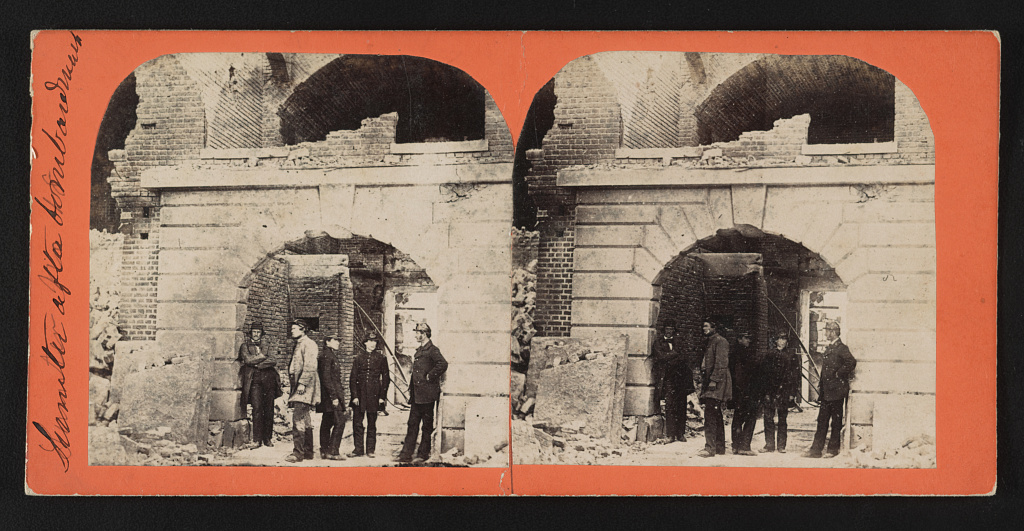
Fort Sumter después del bombardeo., por Osborn & Durbec en 1861.

En 1858, James M. Osborn (1811–1868), un daguerreiano de 47 años, nativo de Nueva York, vivía en Charleston (Carolina del Sur), se unió a Frederick Eugene Durbec (1836–1894), nativo de esta ciudad de 22 años. Ambos pronto se convertirían en unos de los primeros fotógrafos de la guerra. Para 1860, desde su moderno estudio de alto volumen, habían llegado a una audiencia nacional con su «mayor y más variado surtido de instrumentos e imágenes estereoscópicas jamás ofrecidas en este país». Para entonces, ambos se habían unido a la artillería de Lafayette, ya que Durbec había alcanzado el rango de coronel. También fue en este momento que O&D produjo fotografías documentales de la ciudad y sus alrededores, incluidas sus escenas históricas, anteriores a la guerra, de las plantaciones y la vida de esclavos.
Tras la rendición federal de Fort Sumter el 14 de abril de 1861, Osborn visitaría el fuerte y sus alrededores al menos en dos ocasiones, tomando al menos 43 imágenes estéreo de las consecuencias de la batalla, en lo que es el grupo más grande conocido de imágenes confederadas de la Guerra, y que se considera el registro fotográfico más completo de un compromiso de la Guerra Civil jamás realizado. Hoy en día, se sabe que existen treinta y nueve. Sin embargo, su amistad duraría más que su negocio de Charleston, que la guerra y los incendios dañinos habían terminado en febrero de 1862.
Luego, en septiembre de 1863, en respuesta al deseo del general Thomas Jordan de documentar lo que «las tropas del sur podían soportar», Osborn y su compañero artista George S. Cook se ofrecieron como voluntarios para fotografiar el interior de Fort Sumter, que había sido bombardeado por las baterías de la Unión y quedado en una masa sin forma. Poco sabían los socios emprendedores que un resultado de esta visita serían las primeras fotografías de combate en la historia.

### JD Edwards

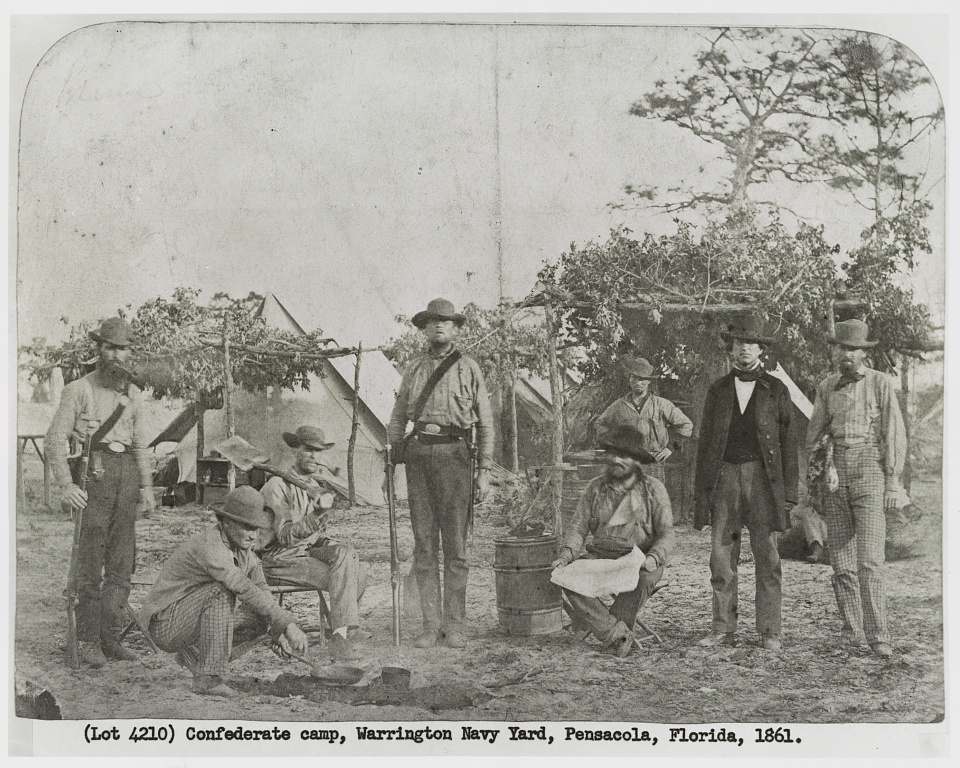
Campo confederal Warrington Navy Yard, Pensacola, por JD Edwards en 1861.

Jay Dearborn Edwards (1831–1900), nativo de New Hampshire, nació como Jay Dearborn Moody, el 14 de julio de 1831. Después de la muerte de su padre en 1842, el joven Jay fue enviado a St. Louis para vivir con una tía, donde parece que se cambió su apellido a Edwards. A los 17 años, fue profesor de frenología de pseudociencia, y al parecer también comenzó su carrera fotográfica, operando en un estudio daguerreiano. En 1851, él y su tía se mudaron a Nueva Orleans, y Jay se estableció rápidamente en 19 Royal Street. Él prefería trabajar al aire libre en su «vagón de aspecto extraño». El nuevo arte de la fotografía con placa húmeda le permitió a Edwards distribuir sus imágenes de vistas estereoscópicas a lo largo de Nueva Orleans. Debido a que sus tarjetas de estéreo tenían un número de casilla postal impreso en la parte posterior, los historiadores concluyeron que no operaba su propia galería en Nueva Orleans. Sin embargo, eso cambió cuando él y EH Newton Jr. formaron una sociedad y abrieron la «Galería de Arte Fotográfico», ubicada en 19 Royal Street. La galería se especializó en «vistas estereoscópicas de cualquier parte del mundo».
Su inventario incluye una gran variedad de equipo fotográfico, fotografías, ambrotipos, ampliaciones de retrato, pastel, óleo, acuarela y grabados. Edwards realizó una de las primeras expediciones fotográficas en tiempos de guerra al aventurarse en el campo en abril de 1861. Siguió a las unidades Confederadas desde Nueva Orleans hasta Pensacola, Florida, mientras se movilizaban contra Fort Pickens.  Edwards anunció 39 vistas a «$ 1 por copia». Dos fueron reproducidos como grabados en madera en Harper's Weekly en junio, aunque Edwards no recibió crédito. Después, Edward aparentemente estaba ya fuera del negocio.

### McPherson & Oliver

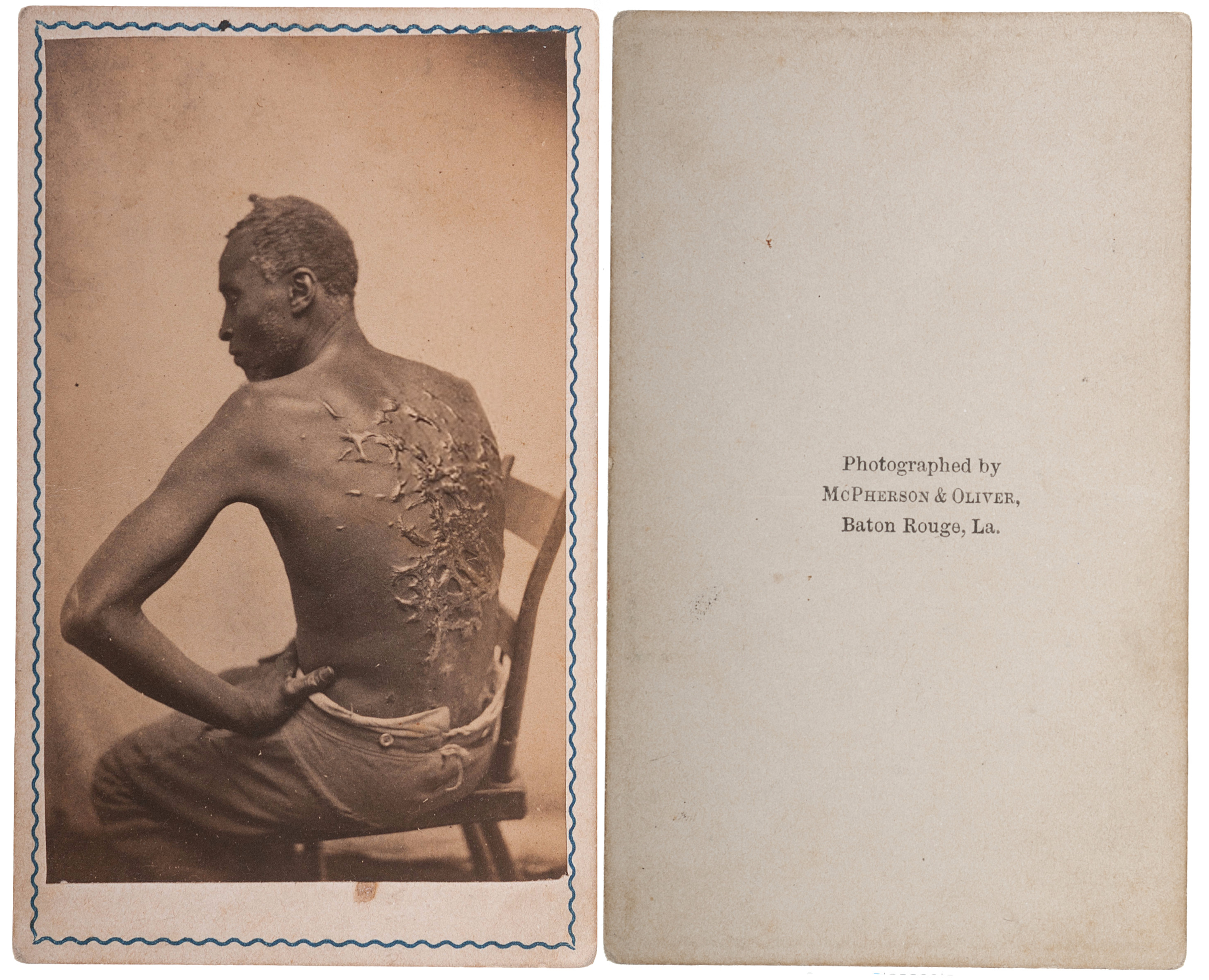
The Scourged Back de "Gordon" un esclavo fugado de Luisiana - McPherson & Oliver, 1863

William D. McPherson (? -9 de octubre de 1867) y el Sr. Oliver (? -?) Los fotógrafos del sur estaban activos en Nueva Orleans y Baton Rouge, Luisiana, en la década de 1860. El negocio de McPherson y Oliver era exclusivamente confederado, hasta que las fuerzas de la Unión ocuparon Baton Rouge en mayo de 1862. Al igual que otros fotógrafos sureños en ciudades ocupadas, la pareja se adaptó rápidamente a la ocupación. Este acuerdo tuvo la ventaja de poder obtener suministros fotográficos a través de acuerdos especiales con los militares. McPherson y Oliver son probablemente más conocidos por The Scourged Back, su retrato sensacional y ampliamente publicado de  Gordon, un esclavo escapado de una plantación de Luisiana, que entró en las líneas de la Unión en Baton Rouge. La pareja fue a Port Hudson, en el verano de 1863 y fotografió el duro combate de esa ciudad. Después de la caída de Port Hudson el 8 de julio, McPherson y Oliver fotografiaron las fortificaciones confederadas. En agosto de 1864, luego de la captura de Fort Morgan en Mobile Bay, Alabama, McPherson y Oliver hicieron un registro fotográfico completo de esa instalación. En 1864 se mudaron a Nueva Orleans y abrieron una galería. En 1865 disolvieron su sociedad. McPherson continuó con su propia galería hasta su muerte por fiebre amarilla en 1867. Samuel T. Blessing, quien sobrevivió a la epidemia. administró el patrimonio de McPerson.

### Charles Richard Rees

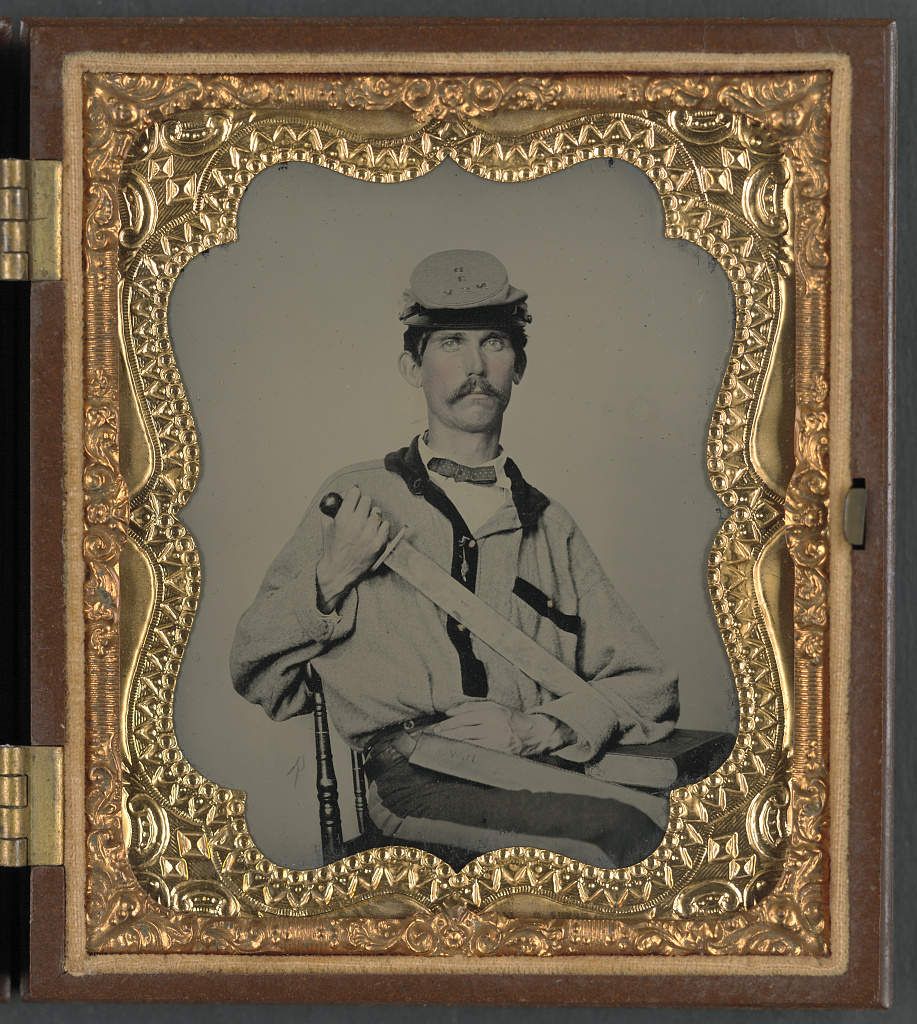
La sexta placa del soldado John L. Wood, que muestra un cuchillo y una funda, con las iniciales JLW. por Rees, 1861

Charles Richard Rees (enero de 1860 - 1914) nació en Allentown  (Pensilvania), de los inmigrantes alemanes Bernard y Sarah Rees. Charles comenzó su carrera como daguerrotipista en Cincinnati alrededor de 1850. En 1851, Charles y su hermano Edwin abrieron un estudio en Richmond (Virginia), cerca del Capitolio. Para 1853, Charles se había mudado al antiguo estudio de Harrison y Holmes en 289 Broadway, Nueva York, en lo que entonces era el nuevo epicentro de la industria fotográfica. El bajo Manhattan contenía los estudios de algunos de los mejores fotógrafos del negocio, como Henry Ulke, Mathew Brady, Jeremiah Gurney, Edward Anthony y Abraham Bogardus. La competencia fue feroz, por lo que el «profesor» Rees se hizo pasar por un refugiado político europeo con un innovador «método alemán de toma de fotografías». Este método empleó una división del trabajo en la que todos los pasos del proceso fueron realizados por un llamado «experto». Para competir, Charles redujo sus precios en retratos a veinticinco centavos por una placa de 1/9 y sesenta y dos centavos con un estuche, un precio bajo incluso para los estándares de 1850. Después de poco más de dos años en el negocio, Charles se mudó de la ciudad de Nueva York. Para 1859, con 30 años, Charles, junto con su hermano Edwin, regresó a la próxima capital de la Confederación, Richmond, Virginia, y nuevamente se estableció allí. Llamaron a su nuevo estudio «Rees 'Steam Gallery». Al comienzo de la Guerra Civil, la afluencia de políticos y particularmente soldados significó un aumento dramático en los negocios, y los hermanos se mantuvieron ocupados con cientos de nuevos reclutas que acudían a su galería. Atrapados en el fervor patriótico de la época, Charles pronto se unió a la 19.ª Milicia de Virginia, un regimiento formado por comerciantes, trabajadores ferroviarios y bomberos locales, que se utilizaron principalmente como guardias de la prisión, pero que también se usaron en emergencias extremas. A medida que la guerra avanzaba, la aguda escasez de todo era la norma y la mayoría de las tiendas minoristas en Richmond, incluido el estudio de Rees, finalmente cerraron por completo. Cuando Grant avanzó a Petersburg el 3 de abril de 1863, Richmond fue evacuado. El general Ewell ordenó que los almacenes de Richmond fueran puestos en antorcha. Los incendios pronto se salieron de control y envolvieron a todo el distrito financiero, incluido el estudio de los «Rees Brothers». Sin embargo, casi tan pronto como se apagaron los incendios, pronto comenzó la reconstrucción y Rees volvió a sus negocios en un nuevo estudio llamado «Rees & Bro». en la calle Main. Luego, en 1880, por razones que no están del todo claras, Charles trasladó su estudio a Petersburg (Virginia), estableciendo una tienda en la galería JE Rockwell en Sycamore Street. Charles Rees falleció en 1914 a la edad de 84 años y fue enterrado en el cementerio de Hollywood con su esposa Minerva y sus hijos Eddie y Charles Jr. El estudio de Rees continuaría operando con su único hijo sobreviviente, James Conway Rees. James vivió hasta 1955 y fue uno de los pocos hombres que quedaron que podían haber recordado la guerra civil y el trabajo de su padre durante ese conflicto. Con la llegada de la Gran Depresión, el estudio Rees en Petersburg tomó su última fotografía y cerró sus puertas.

### Julian Vannerson

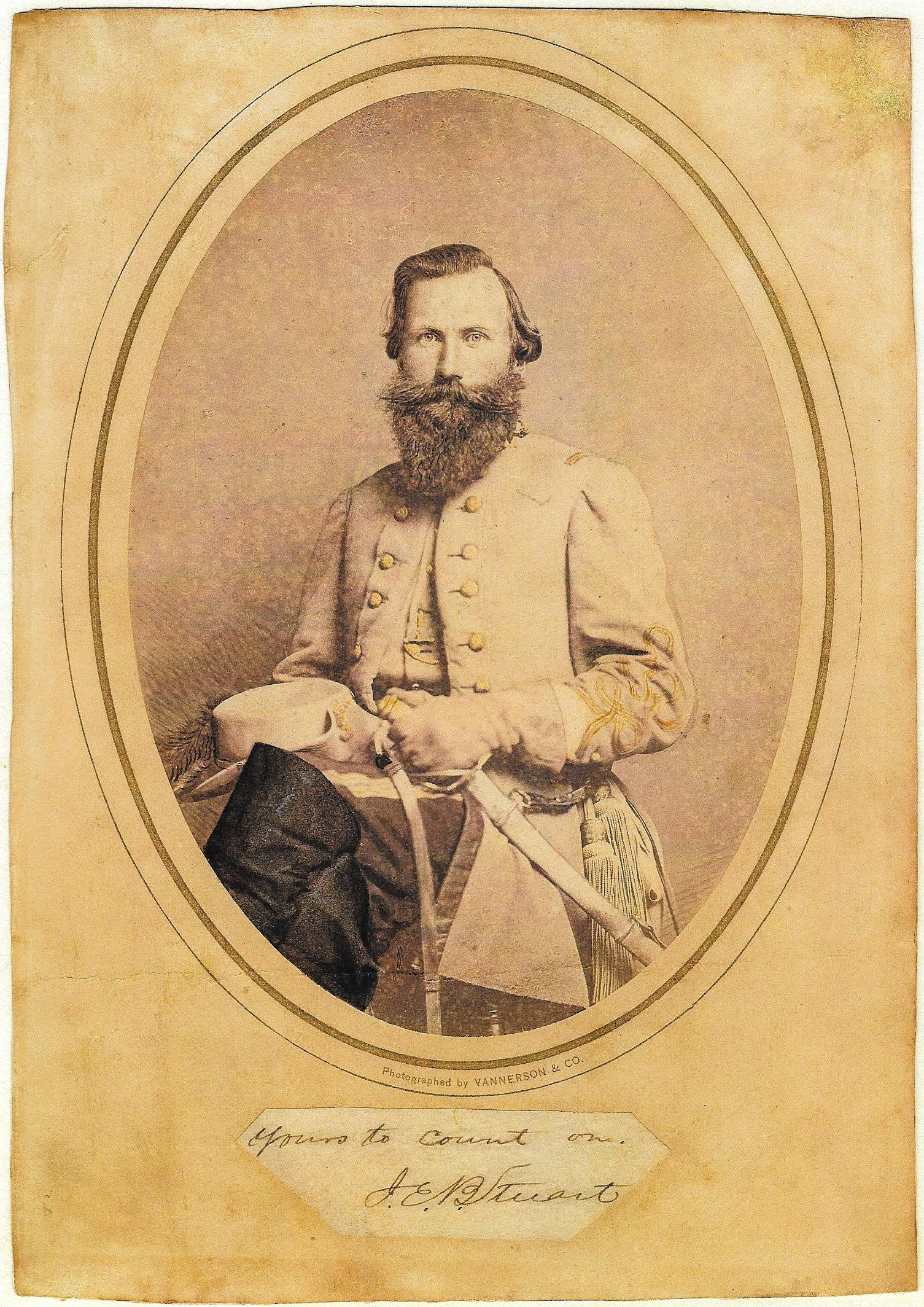
General J. E. B. Stuart por Vannerson, circa 1863

Julian Vannerson (1827–?) En 1857, era un retratista daguerreriano y operador principal de la «galería James Earle McClees» en Washington D. C., en 308 Pennsylvania Avenue. En 1859, los grabados autografiados de Vannerson se publicaron en la galería de McClees de retratos fotográficos de los senadores, representantes y delegados del trigésimo quinto Congreso. Su retrato de los nativos americanos fue parte de un esfuerzo sistemático para documentar a los miembros de las delegaciones del tratado que vinieron a Washington D. C..
Después de que estalló la Guerra Civil, operando desde Richmond, Vannerson continuó haciendo retratos de oficiales generales confederados famosos, usando su método preferido, la impresión «sal», sus fotografías más conocidas son los retratos de generales confederados Robert E. Lee y J. E. B. Stuart y Thomas Jonathan Jackson. Vannerson cerró su negocio y vendió su equipo al final de la guerra.]

## Fotógrafos itinerantes y clandestinos
Los fotógrafos itinerantes (de viaje) recibieron el permiso de un comandante general para establecerse dentro de un campamento, principalmente con el lucrativo propósito de hacer retratos para los soldados, que luego podrían enviarse a sus seres queridos como un recuerdo.

### Andrew David Lytle

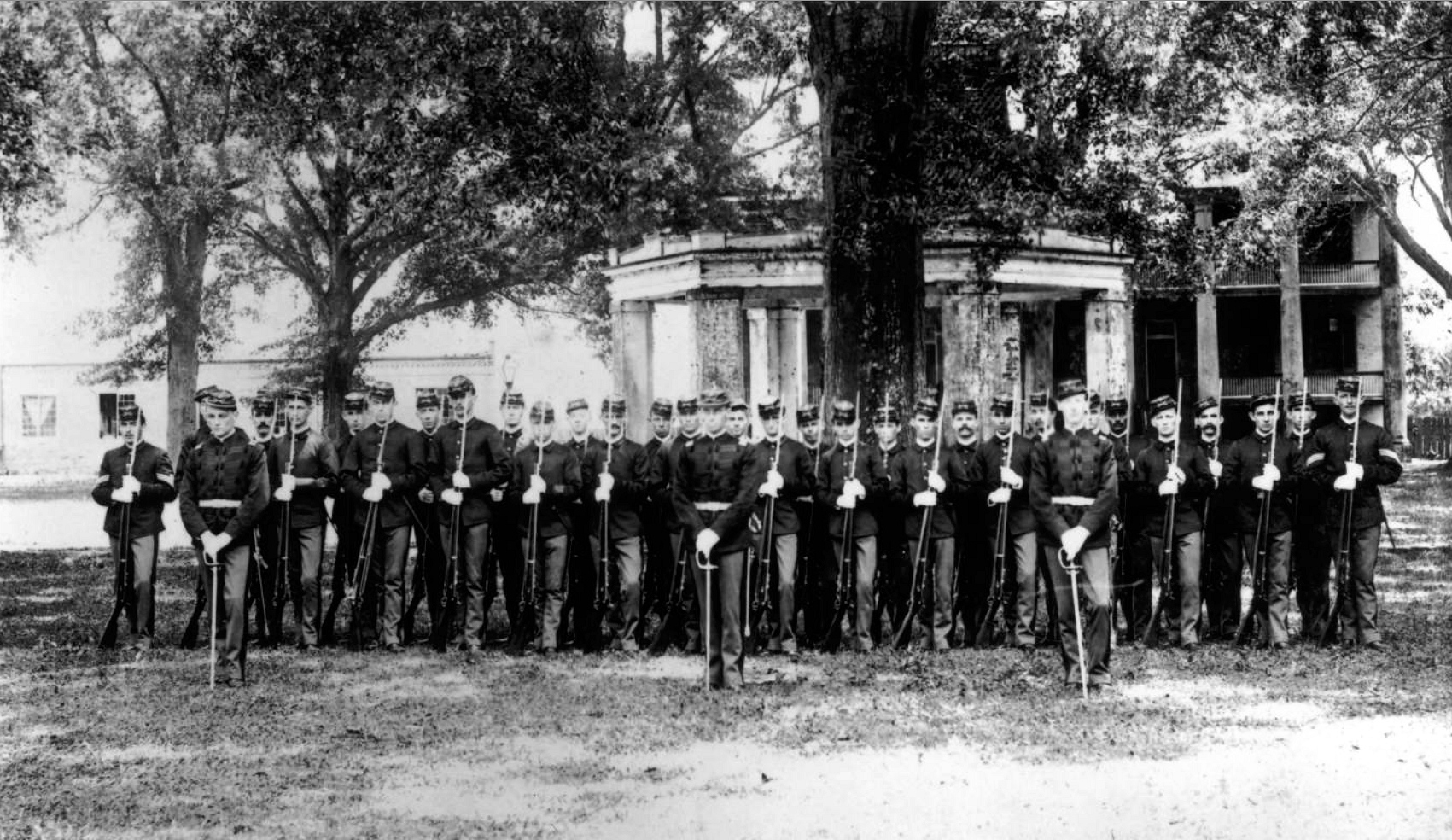
Soldados del Ejército de los Estados Unidos en formación, Baton Rouge, alrededor de 1863, por Andrew David Lytle

Andrew David Lytle (1858–1917) fue un fotógrafo itinerante en Cincinnati, Ohio, que trabajó en todo el medio sur. En 1858, abrió un estudio en Main Street en Baton Rouge, Luisiana, y durante el siguiente medio siglo grabó los lugares, eventos y rostros de la capital de Luisiana. Después de que las fuerzas federales ocuparon Baton Rouge en mayo de 1862, Lytle desarrolló una relación fotográfica lucrativa con el Ejército y la Armada de los Estados Unidos. Además de proporcionar retratos de estudio para los miembros de las fuerzas de ocupación, Lytle fotografió los campamentos del ejército de ocupación alrededor de Baton Rouge, así como el Escuadrón de Bloqueo del Golfo Oeste de la Marina bajo el mando del almirante James Glasgow Farragut y el Escuadrón del Río Misisipi. El estudio de Lytle tuvo tanto éxito durante la guerra civil que pudo comprar propiedades en edificios cercanos a la Mansión del Gobernador de Luisiana, que se convirtió en la casa de la familia Lytle durante los siguientes sesenta años. Cuando Luisiana salió de la Reconstrucción, Lytle se unió al negocio con su hijo Howard, que operaba bajo el nombre de «Lytle Studio» y, más tarde, «Lytle & Son».

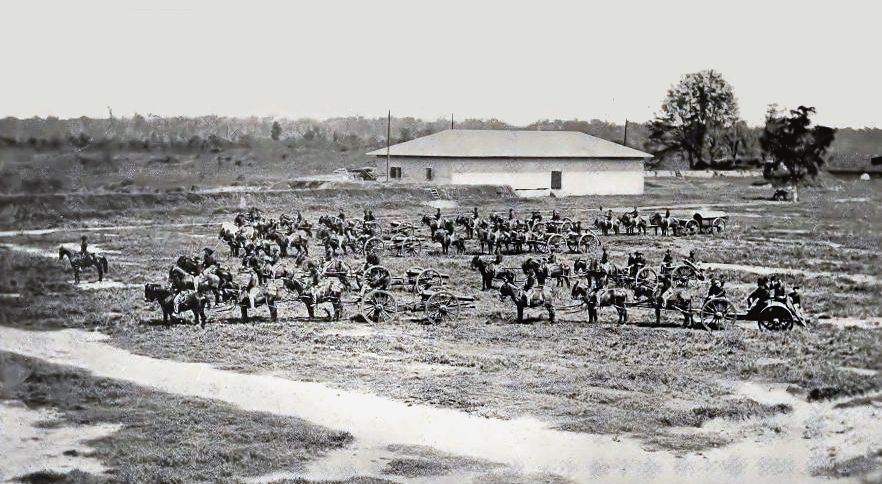
1.ª Artillería Pesada de Indiana.

En 1910, un agente de The Reviews of Reviews Company, Nueva York, editor de The Photographic History of the Civil War, compró la mayoría de los negativos sobrevivientes que el fotógrafo de Baton Rouge Andrew Lytle había creado durante la ocupación federal. El agente también habló con Howard Lytle sobre el papel que su padre había desempeñado en la guerra. De esa conversación y la subsiguiente reseña, en The Photographic History, nació la historia de Lytle como «cámara espía para la Confederación». Aparte de esto, contado cincuenta años después del hecho a un periodista, no hay registros de espionaje de Lytle. El equipo fotográfico de la época, incluido el utilizado por Lytle, incluía cámaras voluminosas y trípodes grandes y pesados. Las cámaras utilizaron negativos de placa de vidrio de colodión de placa húmeda con tiempos de exposición bastante largos. Al fotografiar en el campo, un fotógrafo necesitaba un vagón de cuarto oscuro cerca para preparar las placas húmedas para la exposición y desarrollarlas después de la exposición antes de que se secaran. Sin un vagón de cuarto oscuro, un fotógrafo habría requerido un sistema de corredores o jinetes para transmitir las placas húmedas entre su estudio, el sitio fotográfico en el campo y regresar a su estudio.

### Robert M. Smith
El teniente confederado Robert M. Smith fue capturado y encarcelado en Johnson's Island , Ohio. Él es único en el sentido de que pudo construir en secreto una cámara de placa húmeda con una caja de pino, una navaja de bolsillo, una lata y una lente de catalejo. Smith adquirió productos químicos del hospital de la prisión para usarlos en el proceso fotográfico. Usó la cámara de manera clandestina para fotografiar a otros prisioneros en el extremo del hastial del ático del bloque de celdas. Ninguna otra prisión tenía un fotógrafo en el lugar que proporcionaba imágenes para que los encarcelados las enviaran a casa. Su contribución está bien presentada en el libro de David R. Bush titulado  I Fear I Shall Never Leave This Island: Life in a Civil War Prison (2011).«El miedo de no abandonar esta isla: la vida en una prisión civil de guerra (2011)».

## Impuestos
En septiembre de 1862, los estudios fotográficos del Norte debieron comprar una licencia anual. Para agosto de 1864, los fotógrafos también tendrían que comprar sellos de ingresos. El impuesto a las fotografías Sun Picture fue instituido por la Oficina de Rentas Internas como un medio para ayudar a financiar la guerra. [107] El impuesto fue de 1 ¢, 2 ¢, 3 ¢ o 5 ¢, dependiendo del precio de la foto (1-10 ¢, 10-25 ¢, 25-50 ¢, 50- $ 1 respectivamente). Sin embargo, no hubo un sello especial creado para la fotografía, por lo tanto, los sellos de ingresos de Estados Unidos, originalmente destinados a cheques bancarios, naipes, certificados, propiedad, conocimientos de embarque, etc. fueron los que se usaron. En gran parte debido a los esfuerzos de liderazgo de Alexander Gardner, Mathew Brady, Jeremiah Gurney y Charles D. Fredericks, el impuesto fue derogado en 1866.

## Copyright
En 1854, James Ambrose Cutting y su compañero, Isaac A. Rehn, obtuvieron tres patentes que eran «mejoras» en el proceso de colodión en placa húmeda. Cutting desarrolló un método para adherir las dos piezas de vidrio usando bálsamo de Canadá. Aunque pretendía ser una forma de sellar herméticamente los ambrotipos como un método de preservación, el proceso finalmente fue innecesario ya que la capa de barniz funcionó extremadamente bien como protector. De hecho, se sabe que los ambrotipos que utilizaron la patente de Cutting exhiben un deterioro causado por la técnica. Numerosos juicios de alto perfil (E. Anthony, J. Gurney, CD Fredericks, J. Bogardus) y las disputas que rodean a las patentes pueden haber tenido un efecto intimidante y desalentado un uso más amplio de la fotografía «instantánea» (acción de detención) durante la Guerra Civil. La fórmula patentada de Cutting incluyó el componente químico, bromuro de potasio, que mejoró en gran medida la sensibilidad del colodión. Cuando las extensiones de la patente se renovaron en 1868, la Oficina de Patentes decidió que las patentes originales no deberían haber sido emitidas, y la extensión fue denegada. La decisión se basó en parte en la evidencia encontrada en El libro de Henry Snelling , «La historia y la práctica de la fotografía». Snelling en 1853 había descrito el uso de los mismos ingredientes clave que se encuentran en la emulsión de alta velocidad de Cutting.
Otra preocupación generalizada de los fotógrafos del siglo XIX fue la falta de protección de los derechos de autor, algo que el Philadelphia Photographer denominó «robo pirata». En 1870 HR 1714 fue aprobada por el 41.er Congreso. Las interpolaciones hechas en la nueva ley se debieron principalmente a la influencia de Alexander Gardner.

## Legado
Los resultados de los esfuerzos conjuntos de todos los fotógrafos de la guerra civil todavía se pueden ver en todos los textos relacionados con el conflicto; en términos de la historia de la fotografía, la guerra civil americana es el conflicto con mejor cobertura de imágenes de todo el siglo XIX. Precedida de forma directa con el desarrollo del fotoperiodismo de guerra de la Segunda Guerra Mundial, la guerra de Corea y la guerra de Vietnam.
El número de fotografías disponibles contrasta con la escasez de imágenes obtenidas de varias guerras sucesivas, como El Gran Juego entre el Imperio Ruso y el Imperio británico en Asia Central y durante la Segunda Guerra Anglo-afgana, la guerra franco-prusiana y Las diversas empresas de guerra del colonialismo europeo antes de la segunda guerra bóer.